# Історія ботаніки

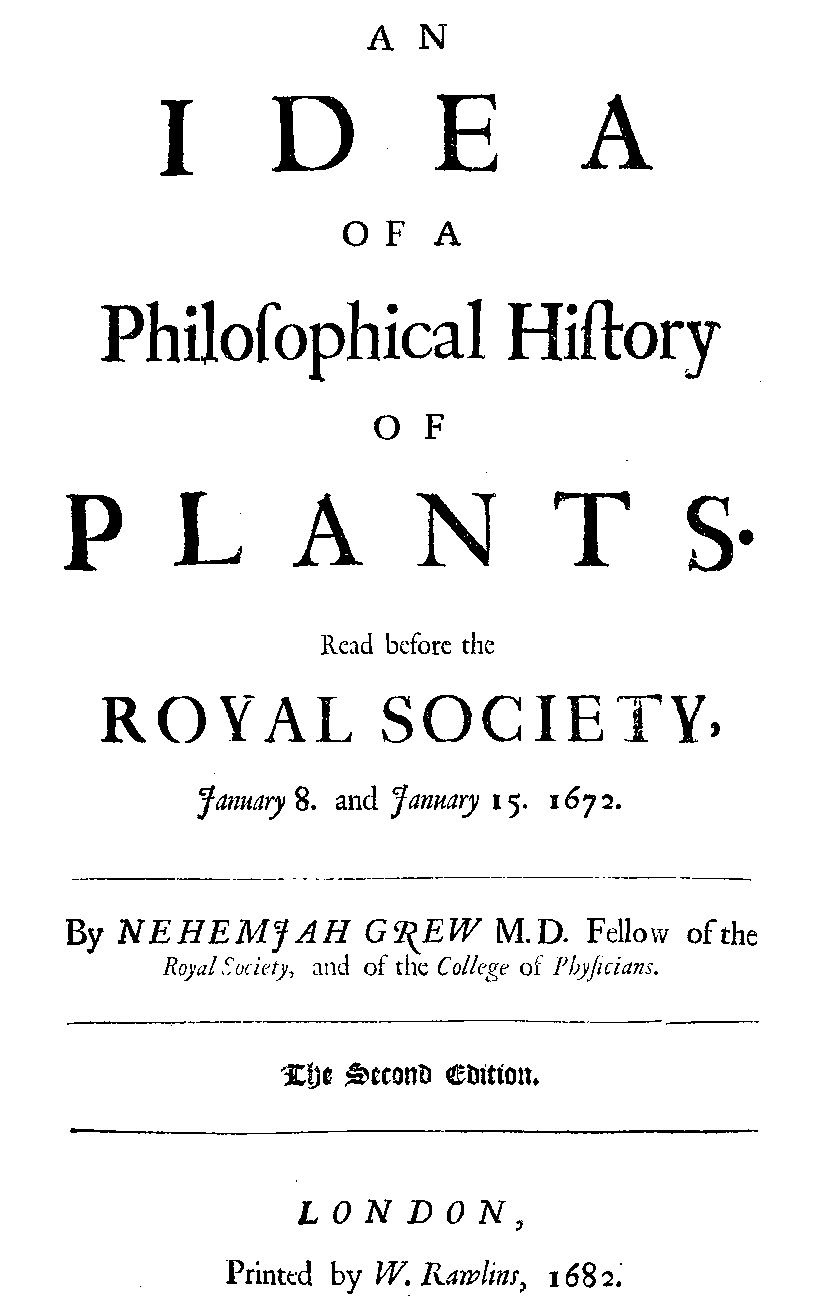
Неємія Ґрю An idea of a Philosophical History of plants

Історія ботаніки — субдисципліна історії біології, об'єктом розгляду та дослідження якої є розвиток знань людини в галузі ботаніки, як частини природничої науки, що займається вивченням рослин.
Рудиментарна ботанічна наука почалася з емпіричних знань про рослини, які передавалися з покоління в покоління в усних традиціях мисливців і збирачів доби палеоліту. Перші згадки, які показують людську цікавість до самих рослин, а не до того, як вони могли б використовуватися, з'явилися в Стародавній Греції та Стародавній Індії. У Стародавній Греції вчення учня Арістотеля Теофраста в Ліцеї в стародавніх Афінах приблизно у 350 році до нашої ери вважаються відправною точкою для західної ботаніки. У Стародавній Індії Vrikshayurveda, яку приписують Парашарі, також вважається одним із найперших текстів, що описує різні галузі ботаніки.
У Європі ботанічну науку незабаром затьмарила середньовічна заклопотаність лікувальними властивостями рослин, яка тривала понад 1000 років. Протягом цього часу знання про лікарські рослини були відтворені в рукописах і книгах під назвою «тра́вники». У Китаї та арабському світі були збережені та поширені знання древніх римлян та греків з вивчення лікарських рослин.
Під час епохи Відродження у Європі відбувалося відродження науки, під час якого ботаніка поступово виділилася з природничої історії як самостійна наука, відмінна від медицини та сільського господарства. Травники були замінені на книги, які описували місцеві рослини. Винахід мікроскопа стимулював вивчення анатомії рослин, були проведені перші ретельно сплановані експерименти з фізіології рослин. У зв'язку із розширенням торгівлі та поширенням досліджень за межі Європи, багато нових рослин піддавалися дедалі суворішому процесу наіменування, опису та класифікації.
Розвиток наукової технології сприяв появі сучасних напрямків у ботаніці, починаючи від прикладних галузей економічної ботаніки (зокрема, сільського господарства, садівництва та лісівництва), до детального дослідження структури та функцій рослин та їх взаємодії з навколишнім середовищем, починаючи від глобального значення рослинності, (біогеографії та екології) до таких як клітинна теорія, молекулярна біологія та біохімія рослин.

## Вступ
Ботаніка (грецькою Βοτάνη (botanē) означає «пасовище», «трави» або «корм»; середньовічною латиною botanicus — трава, рослина) та зоологія історично є основними дисциплінами біології, історія яких тісно пов'язана з природничими науками: хімією, фізикою та геологією. Можна відрізняти ботанічну науку в розумінні вивчення власне рослин, та ботаніку як прикладну науку, яка вивчає використання рослин людиною. Давня природнича історія поділяла ботаніку на три основні течії морфологія-класифікація, анатомія та фізіологія — тобто зовнішня форма, внутрішня структура та функціонування. Найбільш важливими галузями прикладної ботаніки є садівництво, лісівництво та сільське господарство, хоча є багато інших, таких як наука про бур'яни, патологія рослин, флористика, фармакогнозія, економічна ботаніка та етноботаніка. З моменту зародження ботанічної науки відбулося прогресивне розширення предмету, оскільки технологія відкрила нові методи та сфери дослідження. Сучасна молекулярна філогенетика, наприклад, передбачає принципи та методи таксономії, молекулярної біології, інформатики тощо.
У ботаніці існує низка субдисциплін, які зосереджені на певних групах рослин, кожна з яких має власний діапазон пов'язаних досліджень (анатомія, морфологія тощо). Сюди включено: альгологія (водорості), птеридологія (папоротеподібні), бріологія (мохи та печіночники) і палеоботаніка (викопні рослини). До цього списку можна додати мікологію, науку про гриби, які колись розглядалися як рослини, але тепер вважаються унікальним царством.

## Стародавні знання
Кочові племена усно передавали наступним поколінням те, що вони знали (свої емпіричні спостереження) про різні види рослин, які вони використовували як їжу, отруту, ліки, для провадження церемоній та ритуалів тощо. Використання рослин у цих дописьменних суспільствах вплинуло на те, як рослини називали та класифікували, як вони були згруповані відповідно до використання у повсякденному житті. Спосіб життя кочівників різко змінився, коли були засновані осілі громади, приблизно в дванадцяти осередках по всьому світу під час неолітичної революції, яка тривала від 10 000 до 2500 років тому, залежно від регіону. На території Східного Середземномор'я і Малої Азії вперше виникла й набула поширення практика розведення тварин та культивування рослин. З рослин це полба, пшениця, ячмінь, сочевиця, тобто ті рослини, які вимагали винайдення певних навичок готування, щоб можна було використати у їжу. З цими спільнотами прийшов розвиток технологій та навичок, необхідних для одомашнення рослин і тварин, а поява писемності створила можливість передачі систематичних знань та культури від одного покоління до іншого.

### Знання рослин та їх вибір

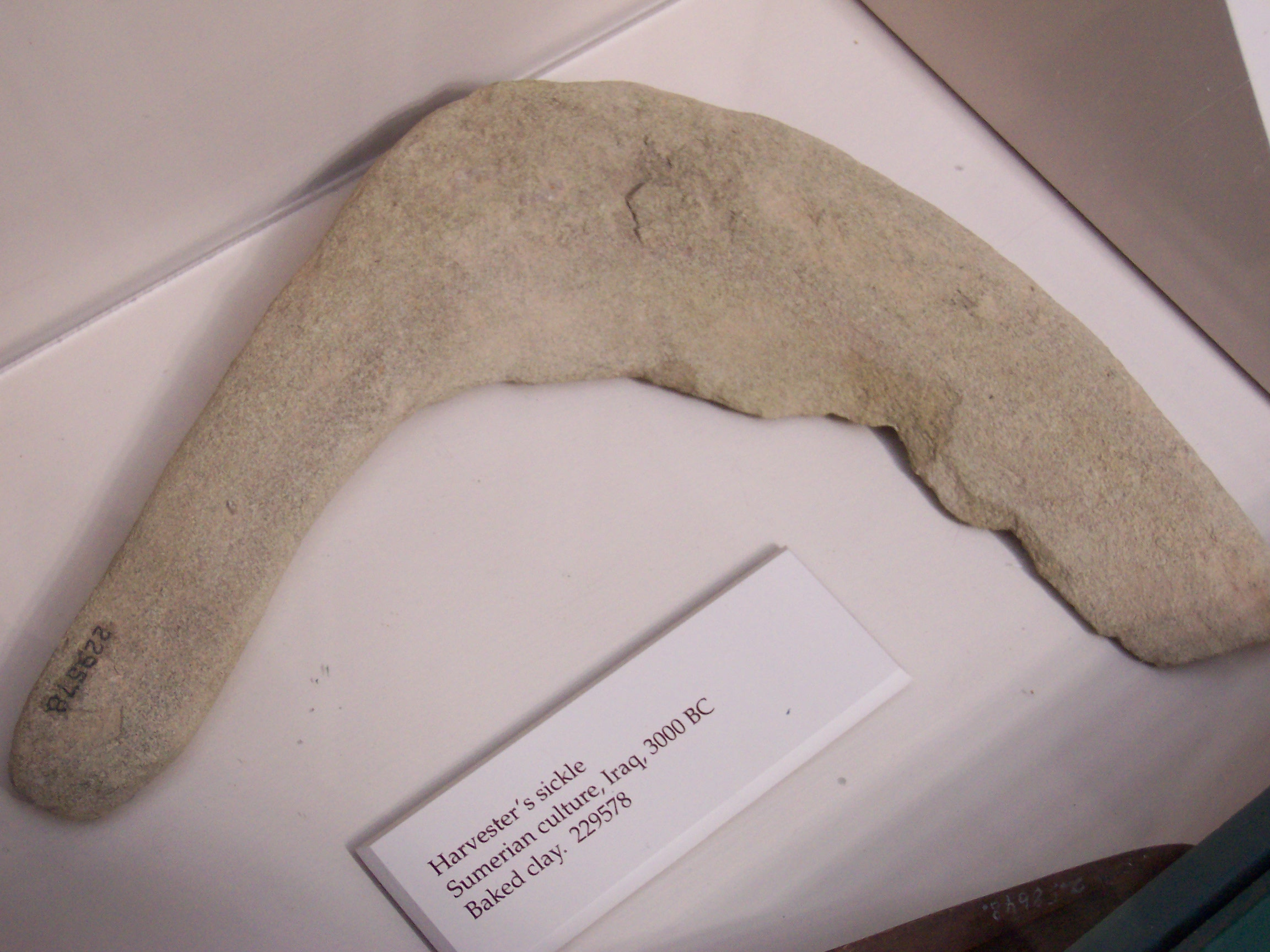
Серп шумерів, датований 3000 р. до н. е.

Під час неолітичної революції збільшилися знання про рослини через використання їх у їжу та для лікування. Усі сучасні основні продукти харчування були одомашнені в доісторичні часи, коли відбувався, можливо неусвідомлено, поступовий процес відбору високоврожайних сортів, протягом сотень чи тисяч років. Бобові культури вирощували на всіх континентах, але зернові культури становили більшу частину звичайного раціону: рис у Східній Азії, пшениця і ячмінь на Близькому Сході та кукурудза в Центральній і Південній Америці. У греко-римські часи були популярними сучасні харчові рослини такі як виноград, яблука, інжир та оливки, згадки про них є у ранніх рукописах. Відомий ботанік Вільям Стерн зауважив, що «культурні рослини є найважливішими для людства та становлять дорогоцінну спадщину з далекої давнини».
Також у епоху неоліту, приблизно 3000 років до нашої ери, з'явилися перші відомі ілюстрації рослин та описи вражаючих садів Єгипту. Проте протоботаніка, перші донаукові письмові згадки про рослини, почалася не з їжі; вона народилася з медичної літератури Єгипту, Китаю, Месопотамії та Індії. Історик ботаніки Алан Мортон зазначає, що сільське господарство було заняттям бідних та неосвічених, тоді як медицина була сферою соціально впливових шаманів, священників, аптекарів, магів та лікарів, які записували свої знання для наступних поколінь.

### Рання ботаніка

#### Давня Індія
У ранніх індійських текстах, таких як Веди згадуються рослини з магічними властивостями. Сушрута Самхіта описує понад 700 рослин, які використовуються з лікувальною метою. Ці тексти відображають рівень медичних знань та практики, порівняльні зі знаннями та практикою у Стародавньому Єгипті. Зокрема, Сушрута Самхіта класифікує харчові рослини відповідно до їх використовуваних частин, смаку та дієтичної дії. Хоча в тексті відсутні детальні ботанічні описи, окрім випадкових згадок про місця зростання чи листя, текст демонструє уважне спостереження за рослинами. Це очевидно в класифікації сортів цукрової тростини та переліку грибів на основі середовища їх росту. Чарака-самхіта, основний аюрведичний текст, представляє найдавнішу з відомих систем класифікації рослин в Індії, використовуючи середовище зростання, наявність квітів/плодів та розмноження як критерії для опису.

### Класична античність

#### Класична Греція

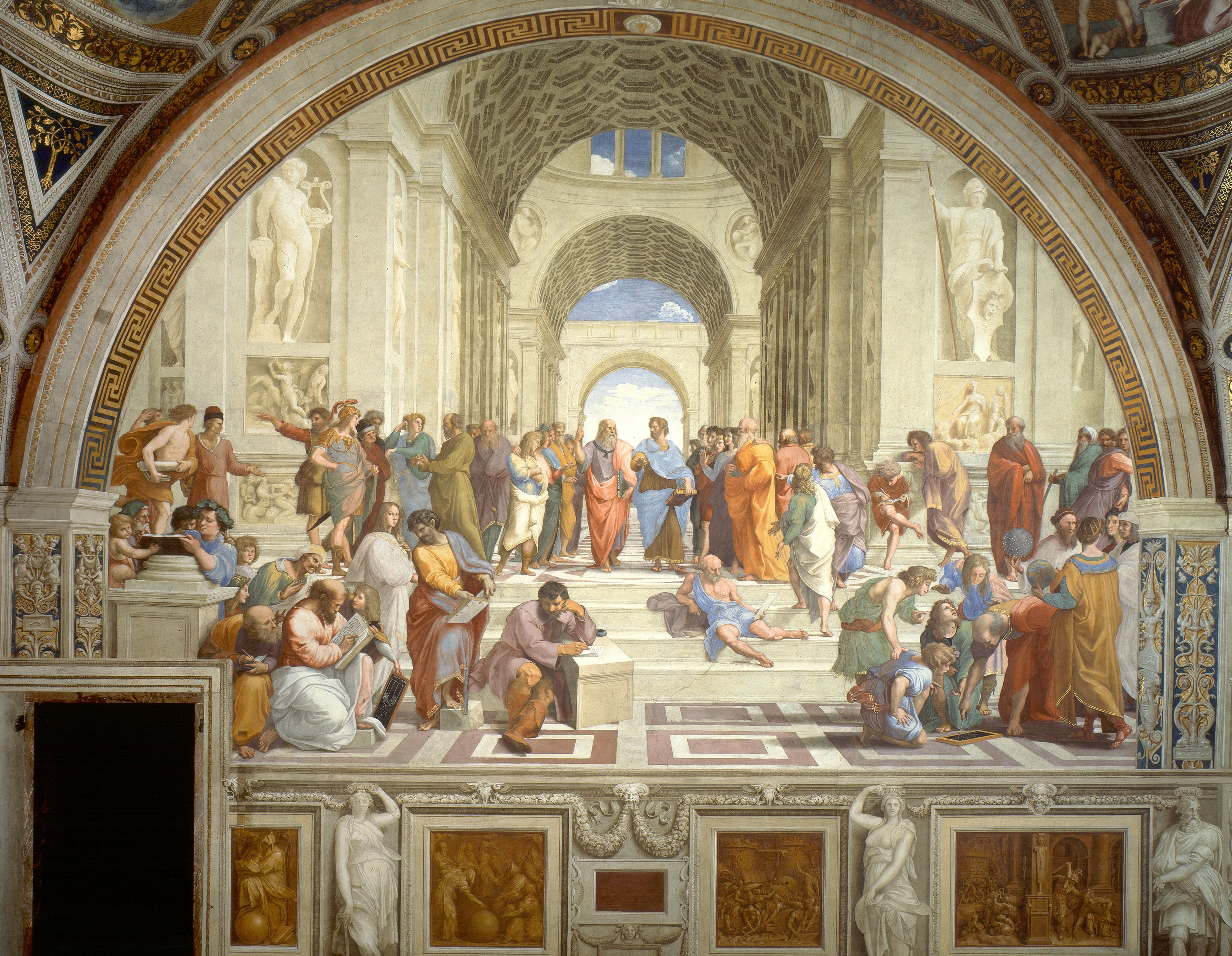
"Афінська школа" Рафаеля
Фреска у Апостольському палаці, Рим, Ватикан, 1509–1510

Стародавні Афіни VI століття до нашої ери були жвавим торговим центром на стику культур Єгипту та Месопотамії у розпал грецької колонізації Середземномор'я. Філософська думка цього періоду вільно поширювалася. Емпедокл (490–430 до н. е.) передбачив дарвінівську еволюційну теорію в приблизному формулюванні мінливості видів та природного добору. Лікар Гіппократ (460–370) до н. е.) уникав пануючих забобонів свого часу і підходив до зцілення шляхом уважного спостереження та перевірки досвіду. У цей час виникла справжня неантропоцентрична цікавість до рослин. Основні праці, написані про рослини, виходили за межі опису їхнього використання в медицині, охоплювали географію рослин, морфологію, фізіологію, умови росту та розмноження.

#### Теофраст та походження ботанічної науки

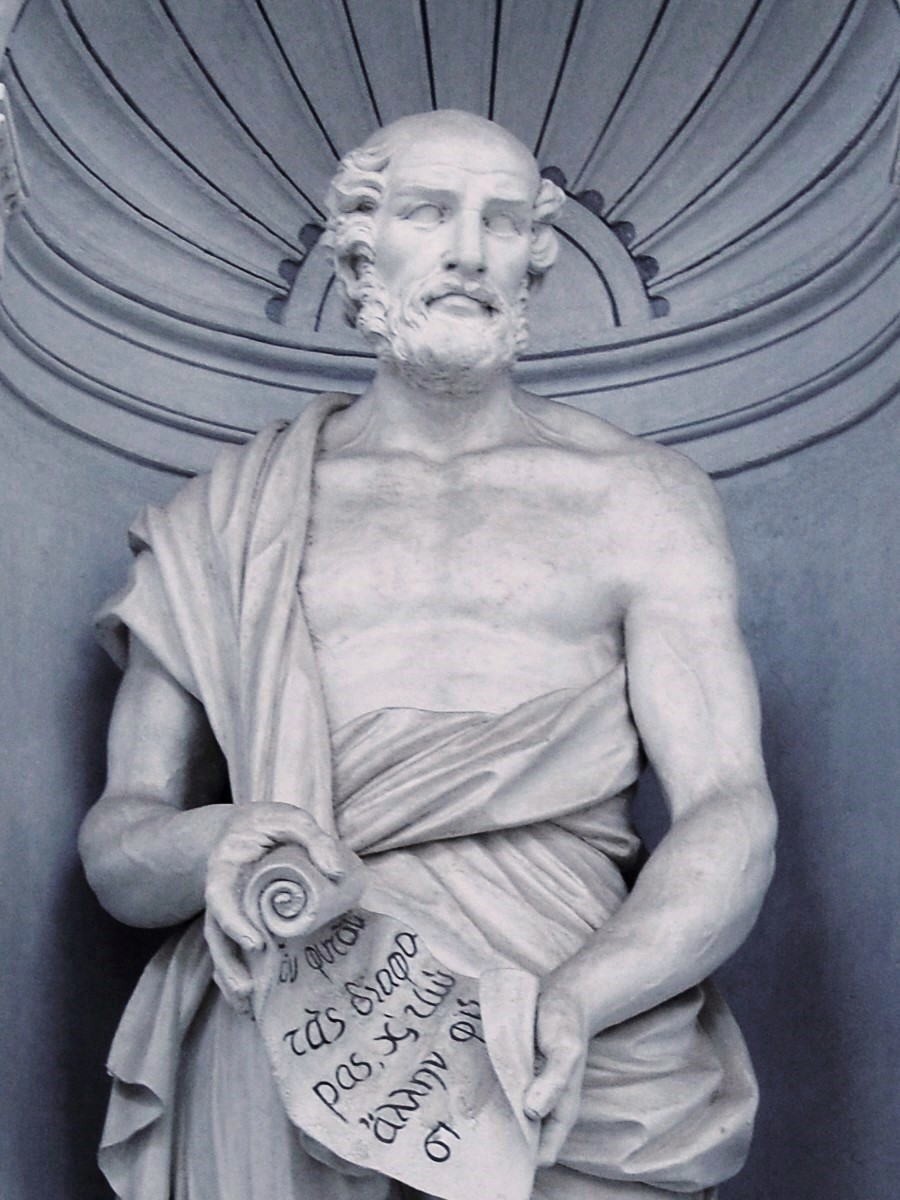
Статуя Теофраста 371–287 рр. до нашої ери
"Батько ботаніки"
Ботанічний сад Палермо

Найвидатнішим серед вчених, які вивчали ботаніку в античні часи, був Теофраст з Ересса (грецькою: Θεόφραστος; прибл. 371–287 до н.е) якого часто називають «батьком ботаніки». Він був учнем і близьким другом Арістотеля (384–322 до н.е) та став його наступником на посаді керівника ліцею (навчального закладу, схожого на сучасний університет) в Афінах з його традицією перипатетичної філософії. Спеціальний трактат Арістотеля про рослини — θεωρία περὶ φυτῶν — зараз втрачено, хоча є багато ботанічних спостережень, розкиданих по інших його творах (вони були зібрані Крістіаном Віммером у Phytologiae Aristotelicae Fragmenta, 1836), але вони не дають повної картини його ботанічного мислення. Ліцей пишався традицією систематичного спостереження причинно-наслідкових зв'язків, критичного експерименту та раціонального теоретизування. Теофраст кинув виклик забобонній медицині, яку використовували лікарі його часу, а також контролю над медициною, який здійснювали священицька влада та традиція. Разом із Арістотелем він навчав Александра Македонського, чиї військові завоювання були здійснені завдяки науковим досягненням того часу. Сад Ліцею, ймовірно, містив багато ботанічних трофеїв, зібраних під час його походів, а також інших досліджень у далеких країнах. Саме в цьому саду Теофраст отримав багато знань про рослини.

##### «Historia Plantarum» та «Causae Plantarum»

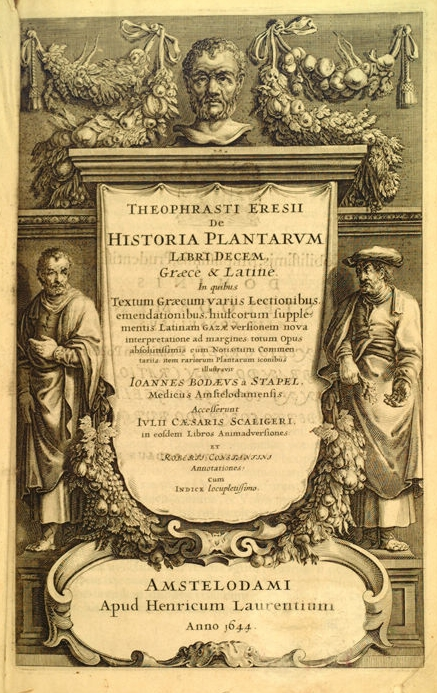
Фронтиспис до ілюстрованого видання Historia Plantarum 1644 року

Головними ботанічними роботами Теофраста були Historia Plantarum та Causae Plantarum, які були його конспектами лекцій для Ліцею. Початкове речення «Historia Plantarum» звучить як ботанічний маніфест:
Ми повинні розглядати відмінні ознаки та загальну природу рослин з точки зору їх морфології, поведінки в зовнішніх умовах, способу їхнього утворення та всього їхнього життя.— Theophrastus, Enquiry into Plants
«Historia Plantarum» — це 9 книг із «прикладної» ботаніки, присвячених формам і класифікації рослин та економічній ботаніці, дослідженню технології сільського господарства (зв'язок культур із ґрунтом, кліматом, водою та середовищем існування) та садівництва. Він детально описав близько 500 рослин, часто включаючи опис середовища існування та географічного поширення, розпізнав деякі групи рослин, які можна вважати як сучасні родини рослин. Деякі назви, які він використовував, як-от Crataegus, Daucus та Asparagus збереглися до сьогодні. Його друга книга «Causae Plantarum» охоплює ріст і розмноження рослин (схоже на сучасну фізіологію). Як і Арістотель, він групував рослини в «дерева», «кущі», «чагарники» та «трави», але він також зробив декілька інших важливих ботанічних спостережень. Він зауважив, що рослини можуть бути однорічними, багаторічними та дворічними, також однодольними або дводольними. Також він помітив різницю між детермінованим та індетермінованим ростом і деталями будови квітки, включаючи ступінь злиття пелюсток, положення зав'язі тощо. Ці конспекти лекцій Теофраста містять перший чіткий виклад основ анатомії, фізіології, морфології та екології рослин.

#### Педаній Діоскорид

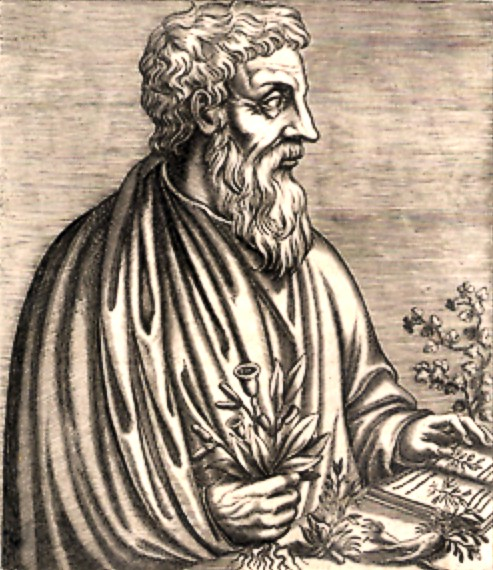
Педаній Діоскорид

Діоскорид, який був грецьким лікарем римської армії, зібрав усі відомі на той час знання давньогрецької фармакології у De materia medica близько 60 р. н. е. (приблизно 40-90 рр. н. е.). Це була основна праця про лікарські трави, як східні, так і західні, протягом тисячі п'ятисот років, аж до епохи європейського Відродження. Незважаючи на те, що De Materia Medica містить багато інформації з описом близько 600 лікарських трав, ботанічні описи тут були вкрай обмеженими.

#### Стародавній Рим
Римляни зробили незначний внесок у основи ботанічної науки, закладені стародавніми греками, проте зробили серйозний внесок у знання про прикладну ботаніку як галузь сільського господарства. У працях під назвою De Re Rustica чотири римські письменники зробили внесок у збірник Scriptores Rei Rusticae, в якому викладено принципи та практику сільського господарства. Цими авторами були Катон (234—149 рр. до н. е.), Варрон (116–27 рр. до н. е.), Колумелла (4–70 рр. н. е.) та Палладій (4 століття н. е.).

##### Пліній Старший
Римський енциклопедист Пліній Старший описує (прибл. у 77 році н. е.) рослини у своїй 37-томній надзвичайно впливовій праці Naturalis Historia. В цій праці він часто цитує Теофраста, але з недостатнім розумінням ботаніки, хоча тим не менше, показує різницю між ботанікою, з одного боку, й землеробством та медициною, з іншого. Підраховано, що за часів Римської імперії було зареєстровано від 1300 до 1400 рослин.

### Стародавній Китай
В давньому Китаї переліки різноманітних рослин і сумішей трав для фармацевтичних цілей датуються щонайменше періодом Чжаньґо (481 р. до н. е.-221 р. до н. е.). Багато китайських письменників протягом століть зробили свій внесок у письмові знання про фітопрепарати. Китайський словник-енциклопедія Ер'я датується приблизно 300 р. до н. е. і описує близько 334 рослин, класифікованих як дерева або кущі, кожна з яких має загальну назву та ілюстрацію. У період Династії Хань (202 р. до н. е.-220 р. н. е.) з'явилися визначні роботи Хуанді Нейцзіна та відомого фармаколога Чжан Чжунцзина.

## Середньовічні знання

### Лікарські рослини раннього середньовіччя

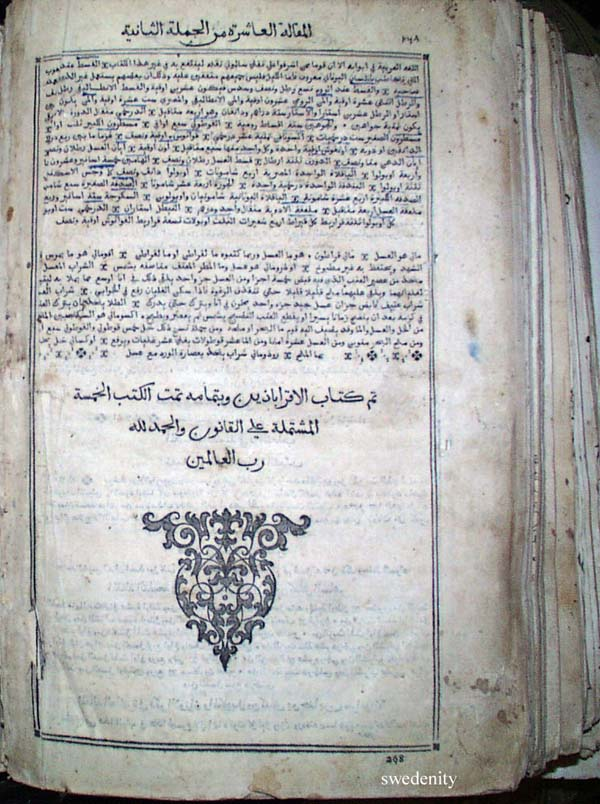
Canon of Medicine Авіценни арабською мовою, 1593 рік

У Західній Європі, після Теофраста, ботаніка пройшла через похмурий період близько 1800 років, коли було досягнуто незначного прогресу та багато ранніх ідей було втрачено. Коли Європа увійшла у Середньовіччя (5-15 століття), у Китаї, Індії та арабському світі панував золотий вік.

#### Середньовічний Китай
Китайська філософія пішла тим же шляхом, що й стародавня грецька. Між 100 і 1700 роками нашої ери з'явилося багато нових праць з фармацевтичної ботаніки. Вчені та державні діячі XI століття Су Сун та Шень Куо склали наукові трактати з природничої історії, звертаючи увагу на лікування травами. Серед робіт з фармацевтичної ботаніки були енциклопедичні описи і трактати, складені для китайського імператорського двору. Вони були вільні від забобонів та міфів, містили ретельні описи та систематику; включали інформацію про вирощування та замітки про економічне та медичне використання — та навіть детальні монографії про декоративні рослини. Але не було експериментального методу та аналізу статевої системи, живлення чи анатомії рослин.

#### Середньовічна Індія
В Індії проста класифікація рослин набула більш ботанічного характеру завдяки роботі Парашара (бл. 400 — бл. 500 рр. н. е.), автора Vrikshayurveda (науки про життя дерев). Він уважно спостерігав за листям і розділив рослини на Dvimatrka (Дводольні та Ekamatrka (Однодольні). Важливі середньовічні індійські праці з фізіології рослин включають Prthviniraparyam Удаяни, Nyayavindutika (автор Dharmottara), Saddarsana-samuccaya (автор Gunaratna) та Upaskara (автор Sankaramisra).

#### Золотий вік ісламу

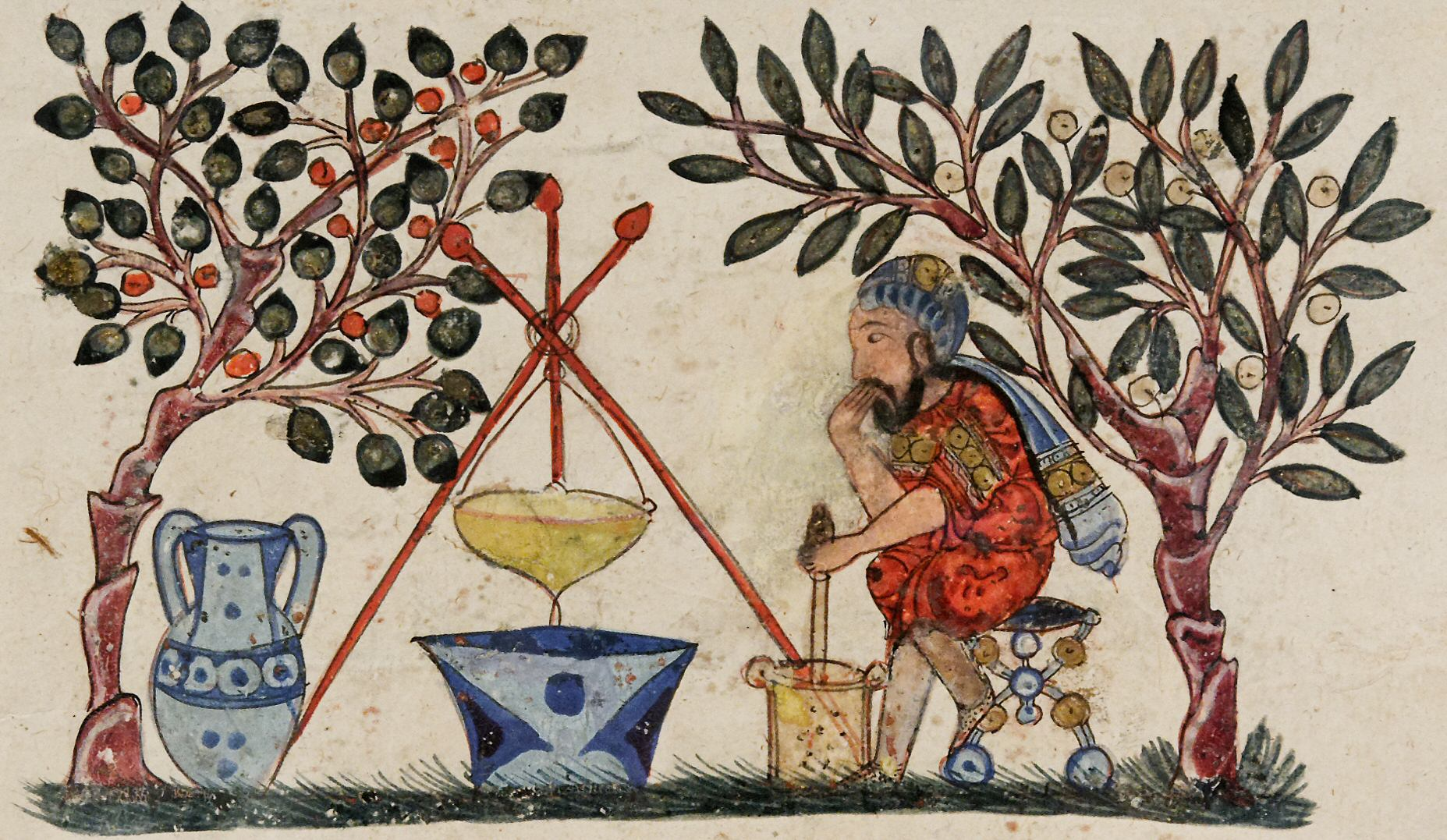
Лікар готує еліксир, з арабської версії De Materia Medica Діоскорида

400-річний період з IX по XIII століття нашої ери був Ісламським Відродженням, часом процвітання ісламської культури та науки. Греко-римські ботанічні тексти зберігалися, копіювались та поширювалися, але нові тексти завжди наголошували на лікувальних аспектах рослин. Курдський біолог Абу Ханіфа Ад-Дінавері (828—896 роки н. е.) відомий як засновник арабської ботаніки; його Kitâb al-nabât («Книга рослин») описує 637 видів, починаючи від проростання до повного розвитку, включаючи частини квітки та плоду. Мутазиліт-філософ та лікар Авіценна (бл. 980—1037 рр. н. е.) був ще однією впливовою постаттю, його «Канон лікарської науки» став віхою в історії медицини, який цінували аж до появи Просвітництва.

### Шовковий шлях
Після падіння Константинополя у 1453 році нещодавно розширена Османська імперія приймала європейські посольства у своїй столиці, яка, у свою чергу, стала джерелом рослин із тих регіонів на сході, які торгували з імперією. У наступному столітті Шовковим шляхом до Європи потрапило в двадцять разів більше рослин (переважно у вигляді цибулин), ніж їх було перевезено за попередні дві тисячі років. Інші рослини були придбані в основному через їх нібито лікувальну цінність. Спочатку Італія виграла від цих нових знань, особливо Венеція, яка активно торгувала зі Сходом. Звідти ці нові рослини швидко поширилися до решти Західної Європи. До середини шістнадцятого століття вже процвітала експортна торгівля різними цибулинами з Туреччини до Європи.

### Епохатравників

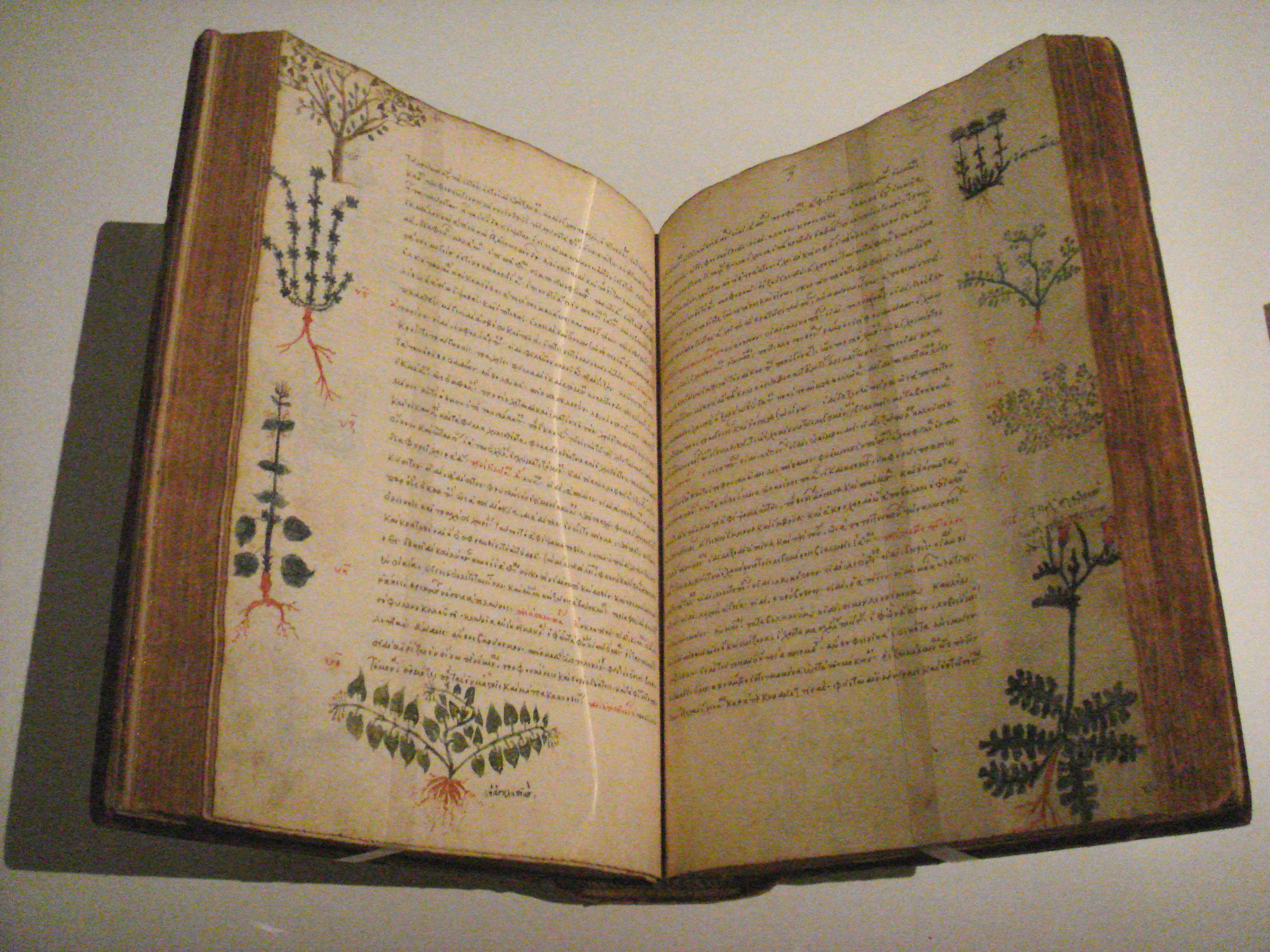
De Materia Medica Діоскорида, Візантій, 15-те століття

У європейському Середньовіччі XV-го та XVI-го століть життя європейських громадян було тісно пов'язане із сільським господарством, але коли з'явилося книгодрукування з дереворитами, почали публікуватися не лише трактати про сільське господарство, але і переліки лікарських рослин з описом їхніх властивостей. Ці перші книги про рослини, відомі як травники, показали, що ботаніка все ще була частиною медицини, як це було протягом більшої частини стародавньої історії. Автори травників, як правило, були кураторами університетських садів, і більшість цих книг були компіляціями класичних текстів, особливо De Materia Medica.
Автори найдавніших травників XVI століття такі як Отто Брунфельс, Фукс, Бок, Маттіолі та інші вважали рослини головним чином носіями лікувальних властивостей. ... Їхньою головною метою було виявити рослини, якими користувалися лікарі давнини, знання про які були втрачені в пізніші часи. Пошкоджені тексти Теофраста, Діоскорида, Плінія та Галена були багато в чому вдосконалені та проілюстровані ... італійськими коментаторами XV-го та ... початку XVI-го століття; але була одна недосконалість, яку ніяка критика не могла усунути,— вкрай незадовільні описи старих авторів або повна відсутність описів.
Крім того, спочатку вважалося, що рослини, описані грецькими лікарями, повинні рости в дикому вигляді також і в Німеччині, і взагалі в решті Європи; кожен автор ототожнював іншу місцеву рослину з якоюсь, згаданою Діоскоридом, Теофрастом чи іншими, і таким чином [у] XVI столітті виникла плутанина в номенклатурі.

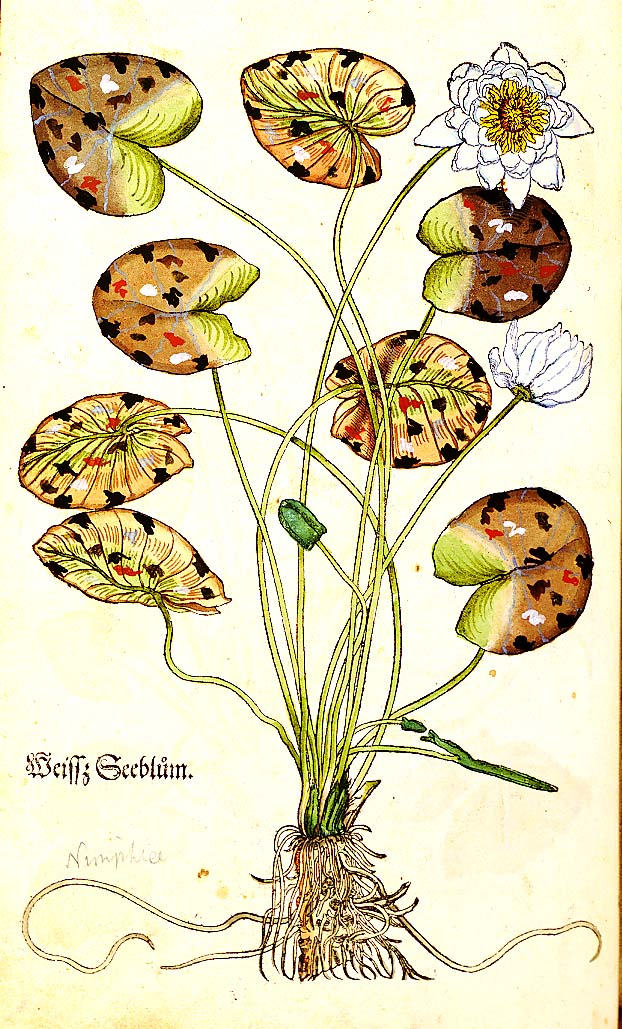
Латаття європейське біле Nymphaea alba, Herbarium Vivae Eicones

Виникла потреба в точних і детальних ботанічних описах усіх рослин, не тільки лікарських.
Великий прогрес був зроблений першими німецькими укладачами травників, які описали дикі рослини, що ростуть навколо них і ретельно вирізали їх зображення на деревині. Таким чином було покладено перший початок справді наукового дослідження рослин, хоча поставлені цілі ще не були справді науковими, оскільки не було запропоновано вирішення жодних питань про природу рослин, їхню організацію чи взаємовідносини; єдиним предметом інтересу було знання окремих форм та їхніх лікувальних властивостей— Julius von Sachs, History of Botany
.

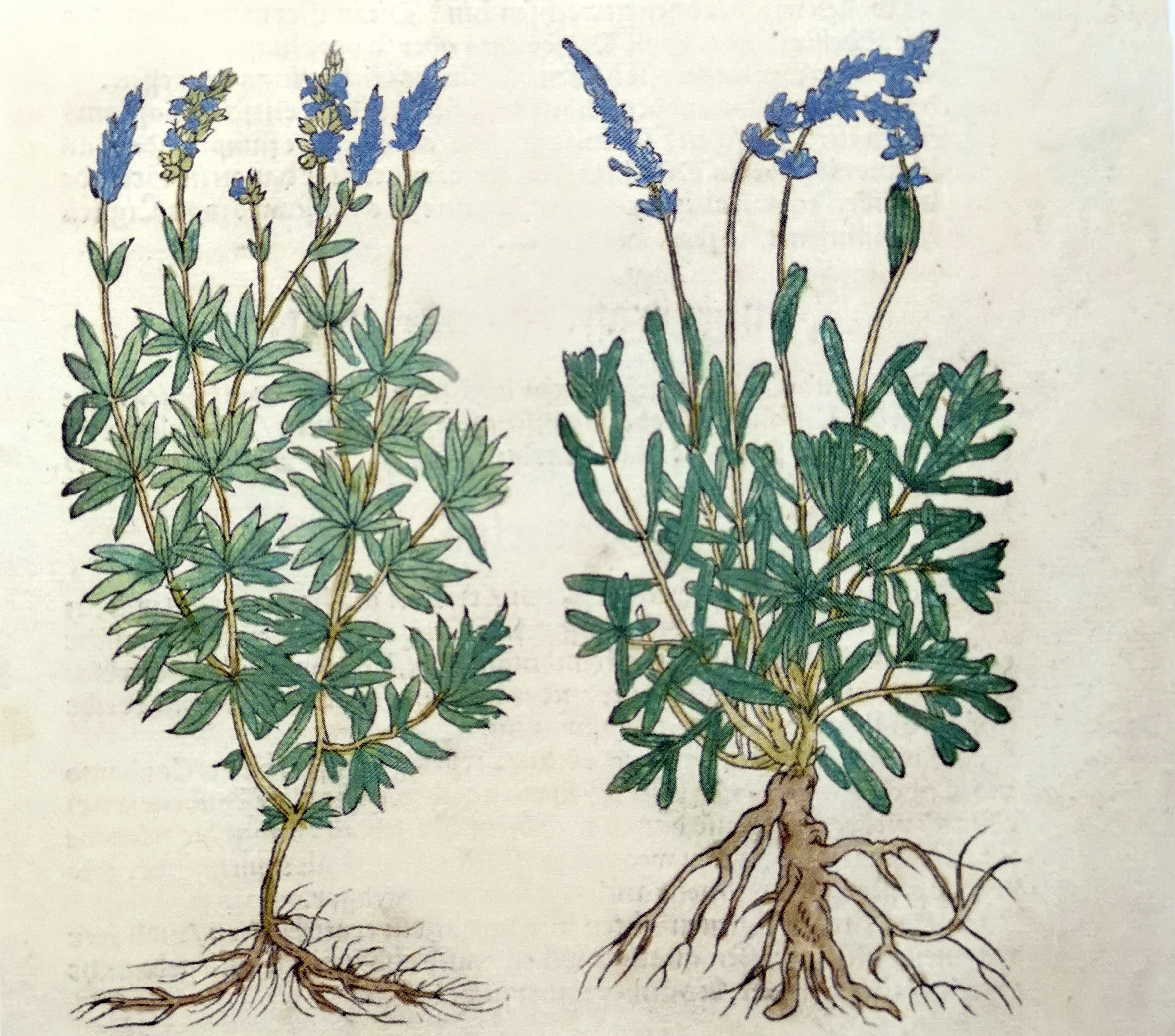
Два види лаванди. Ксилографія з Kreütterbuch Ієронімуса Бока, (2-е вид.) 1546 рік

Herbarum Vivae Icones (1530) Отто Брунфельса містив описи приблизно 47 нових для науки видів у поєднанні з точними ілюстраціями. У Kreutterbuch 1539 року Ієронімус Бок описав рослини, які він знайшов у сусідніх лісах і полях, і вони були проілюстровані у виданні 1546 року. Однак саме Валеріус Кордус був першим, хто створював формальні ботанічні описи. Він детально описував будову квітів та плодів, проводив спостереження над пилком і розрізняв типи суцвіть. У 1561—1563 роках була опублікована його 5-ти томна Historia Plantarum, приблизно через 18 років після його ранньої смерті у віці 29 років. В Англії Вільям Тернер у своїй праці «Libellus De Re Herbaria Novus» (1538) опублікував назви, описи та місця розташування багатьох британських рослин, в Нідерландах Ремберт Додунс в Stirpium Historiae включив наукові описи місцевих видів рослин.
Травники зробили внесок у ботаніку, започаткувавши науку про опис рослин, їх класифікацію та ботанічні ілюстрації. До XVII-го століття ботаніка та медицина були однією наукою, але ті книги, що акцентували на медичних аспектах, згодом пропустили відомості про рослини, щоб перетворитися на сучасні фармакопеї; інші стали більш ботанічними та перетворилися на сучасні компіляції описів рослин. Вони часто підтверджувалися зразками, описаними в гербарії. Перехід від описів лікарських властивотей до ботанічних описів ознаменував остаточне відокремлення ботаніки від медицини.

## Відродження та епоха Просвітництва (1550—1800)

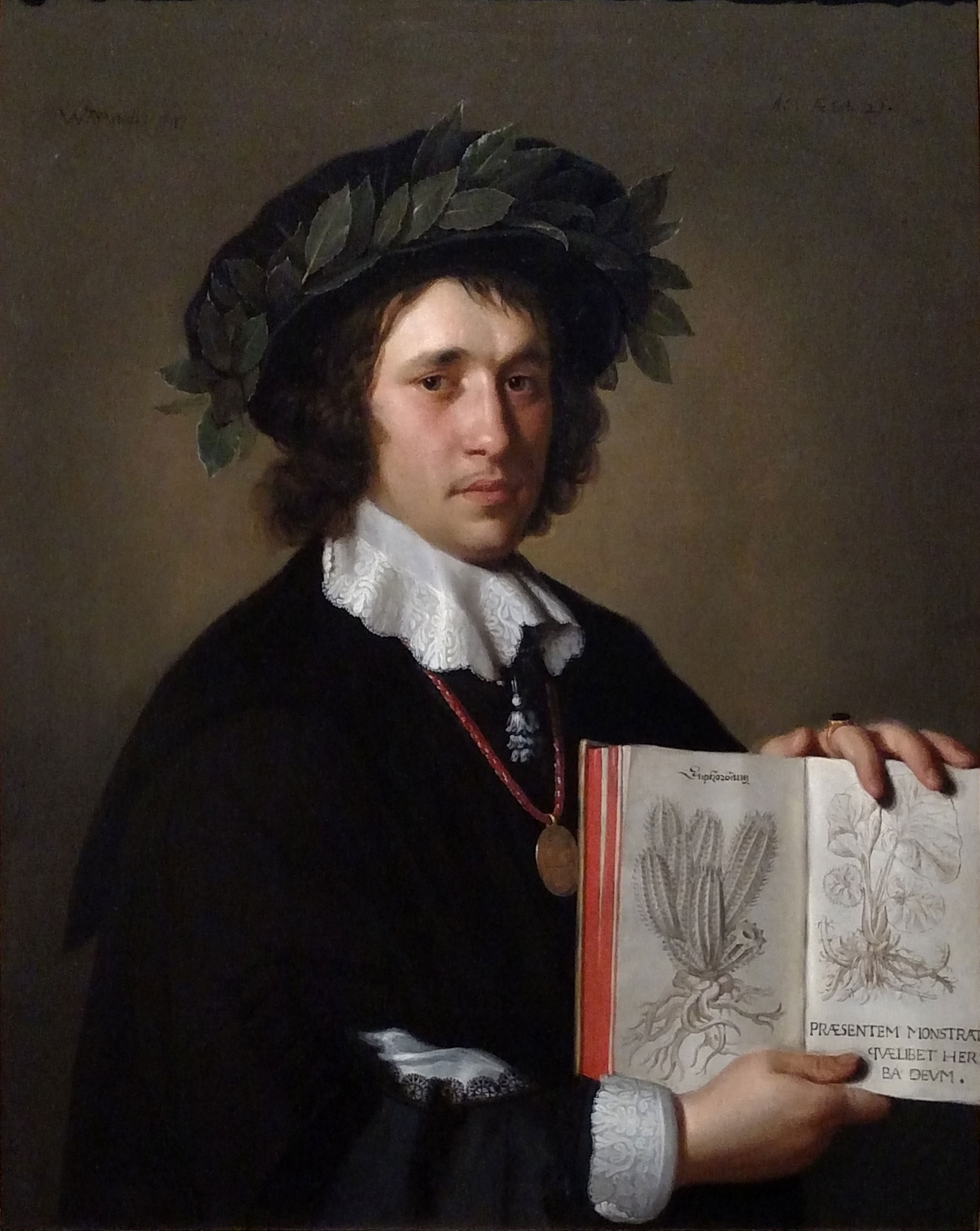
Портрет вченого 1647 року, який тримає книгу із зображеннями рослин

Під час європейського Відродження зросло зацікавлення навчанням, що відновило інтерес до рослин. Церква, феодальна аристократія та все більш впливовий клас купців, які підтримували науку та мистецтво, тепер зіштовхнулися у світі зростаючої торгівлі. В результаті морських дослідницьких подорожей ботанічні сади поповнилися ботанічними скарбами, а населення познайомилося з новими культурами, ліками та спеціями з Азії, Ост-Індії та Нового Світу.
Зросла кількість наукових публікацій. В Англії, наприклад, наукові товариства, такі як Лондонське королівське товариство (засноване в 1660 році) та Лондонське Ліннеївське товариство (засноване в 1788 році) сприяли науковому спілкуванню та ініціативам. Також була підтримка та діяльність зі сторони таких ботанічних установ, як Jardin du Roi у Парижі, Аптекарський сад Челсі, Королівські ботанічні сади в К'ю, Оксфордський ботанічний сад та Кембриджський ботанічний сад, а також від відомих приватних садів і заможних підприємців. До початку XVII-го століття кількість рослин, описаних у Європі, зросла приблизно до 6000. У XVIII-му столітті цінності Епохи Просвітництва поєдналися з новими подорожами до далеких країн, що започаткували інший етап енциклопедичної ідентифікації рослин, номенклатури, опису та ботанічні ілюстрації. Рослинні трофеї з далеких країн прикрашали сади заможних людей Європи в період захоплення природничою історією, особливо ботанікою (заняття, яке іноді називають «ботанофілією»), яке напевне ніколи не повториться. Часто такі екзотичні нові імпортовані рослини (переважно з Туреччини) вперше отримували назву англійською мовою.
Протягом XVIII століття ботаніка була однією з небагатьох наук, яка вважалася підходящою для освічених жінок. Близько 1760 року, з популяризацією системи Ліннея, ботаніка набула значного поширення серед жінок, які малювали рослини, відвідували заняття з класифікації рослин та збирали гербарні зразки, хоча наголос робився на цілющих властивостях рослин, а не на розмноженні рослин, що мало сексуальний відтінок. Жінки почали публікувати праці на ботанічну тематику, з'явилися дитячі книжки з ботаніки таких авторів, як Шарлотта Тернер Сміт. Культурні авторитети стверджували, що освіта за допомогою ботаніки формує науково обізнаних громадян, що є частиною прагнення до «досконалості», характерного для Просвітництва. Однак на початку XIX століття після визнання ботаніки офіційною наукою жінок знову виключили з цієї дисципліни. Однак порівняно з іншими науками кількість жінок-дослідниць, колекціонерок та ілюстраторок у ботаніці завжди була надзвичайно високою.

### Ботанічні сади та гербарії

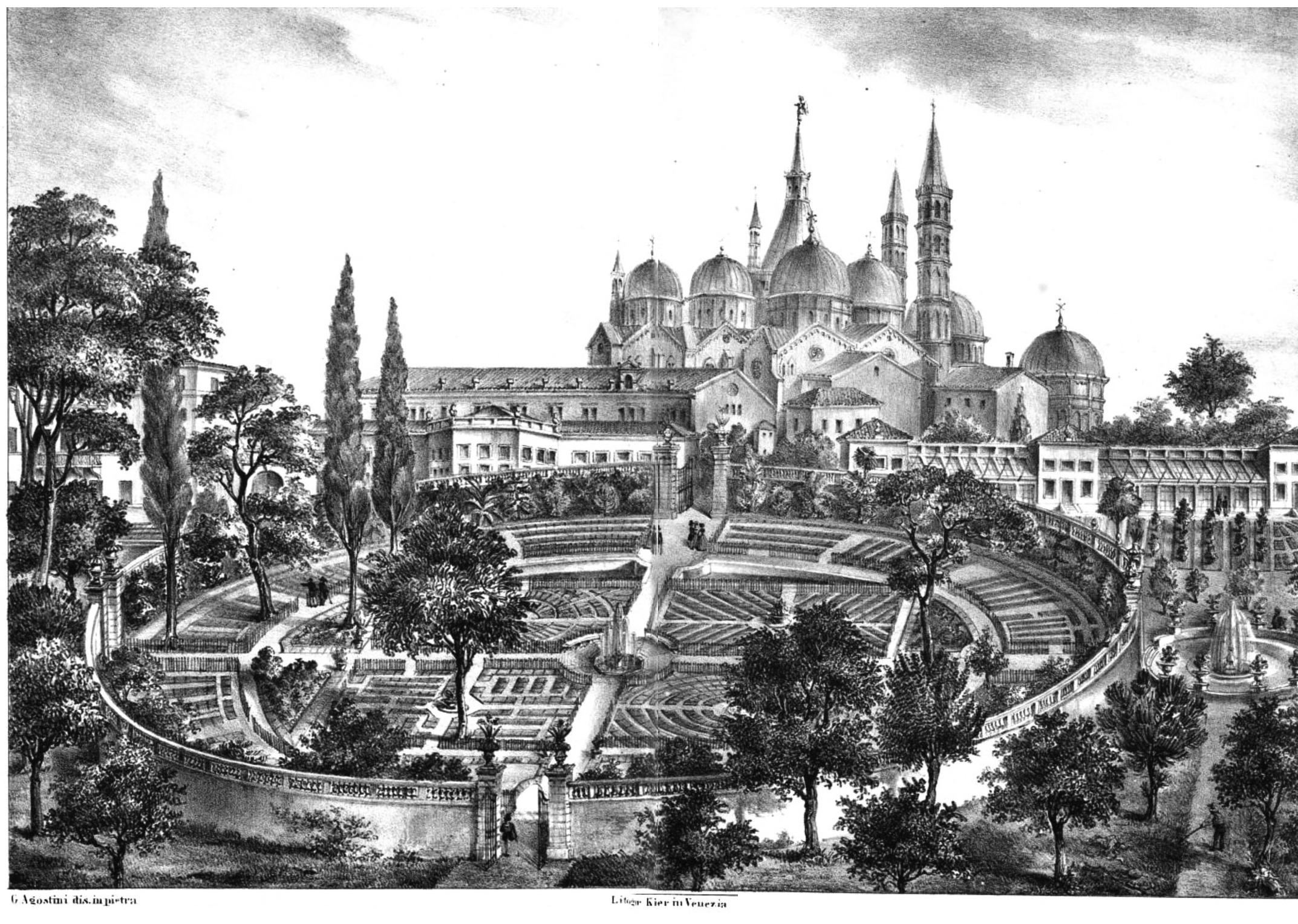
Падуанський ботанічний сад (Сад простоти) — найстаріший академічний ботанічний сад, який досі зберігся на своєму первісному місці. Зображення 16 століття

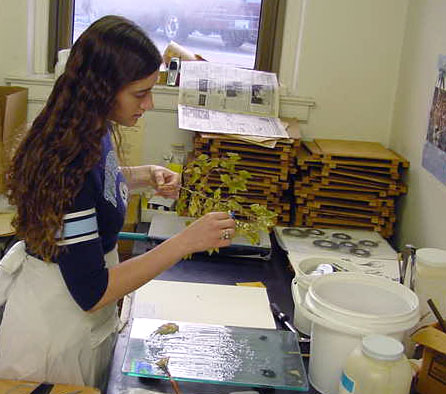
Підготовка гербарного зразка

Публічні та приватні сади завжди були тісно пов'язані з історичним розвитком ботанічної науки.
Ранні ботанічні сади були фізичними садами, сховищами лікарських рослин, описаних у травниках. Директорами цих садів були видатні лікарі, які виконували освітню роль «вчених садівників», і саме персонал цих закладів створив багато опублікованих травників.
Традиційні ботанічні сади були засновані в північній Італії, першим був сад в Пізі, який у 1544 році заснував Лука Гіні. У 1533 році в Падуї була заснована перша кафедра materia medica, по суті кафедра ботаніки, в складі медичного факультету. Згодом у 1534 році Гіні став лектором у materia medica в Болонському університеті, де Уліссе Альдрованді створив у 1568 році подібний сад. Колекції висушених зразків рослин були названі hortus siccus (сад сухих рослин), і першу колекцію рослин створену таким способм (включаючи використання рослинного преса) приписують Гіні. Такі зразки рослин, закріплені на картках з описовими етикетками, зберігалися у будівлях під назвою гербарії. Картки розміщали у шафах а систематичному порядку, їх можна було довго зберігати та легко передавати чи обмінювати з іншими установами; таксономічна процедура, яка використовується і сьогодні.
До XVIII-го століття фізичні сади були перетворені на «впорядковані грядки», які демонстрували системи класифікації, розроблені тогочасними ботаніками, але вони також були пристосовані до напливу нових цікавих і красивих рослин, що надходили з дослідницьких подорожей, пов'язаних із європейською колоніальною експансією.

### Від травників до ботанічних описів
У XVII-му та XVIII-му століттях системи класифікації рослин тепер пов'язували рослини одне з одним, а не з людиною, знаменуючи повернення до неантропоцентричної ботанічної науки, яку пропагував Теофраст понад 1500 років тому. В Англії назви різних трав як латинською, так і англійською мовами були в основному компіляціями та перекладами континентальних європейських назв, що мали обмежене відношення до Британських островів. Це стосувалося і досить недостовірної роботи Джона Джерарда (1597). Першу спробу систематизувати британські рослини у 1629 році зробив Томас Джонсон, який пізніше опублікував власну редакцію роботи Джона Джерарда (1633—1636).
Однак Джонсон не був першим аптекарем чи лікарем, який організував ботанічні експедиції для систематизації місцевої флори. У 1557 році Уліссе Альдрованді організував експедицію у Сібілінські гори в Умбрії і описав місцеву флору. Згодом він почав поширювати свої висновки серед інших європейських учених, сформувавши першу мережу обміну знаннями «molti amici in molti luoghi» (багато друзів у багатьох місцях), зокрема з Карлом Клузіусом у Монпельє та Жаном де Брансьоном у Мехелені. Вони почали розробляти латинські назви для рослин на додаток до їхніх загальноприйнятих назв. Обмін інформацією та зразками між вченими часто асоціювався із заснуванням ботанічних садів, і з цією метою у 1568 році Альдрованді у Болонському університеті заснував один із найперших садів — Ботанічний сад Болонського університету.
Карл Клузіус дослідив більшу частину Західної Європи та описав флору Іспанії (1576), Австрії та Угорщини (1583). Він першим запропонував ділити рослини на класи. Тим часом у Швейцарії Конрад Геснер з 1554 року регулярно досліджував Швейцарські Альпи і відкрив багато нових рослин. Він припускав, що існують групи або роди рослин, що кожен рід складається з багатьох видів і вони характеризуються схожими квітами та плодами. Цей принцип організації заклав основу майбутніх ботанічних описів. Незадовго до своєї смерті Геснер написав важливу працю Historia Plantarum. З 1568 по 1573 рік у Мехелені у [Фландрії Конрад Геснер створив і підтримував ботанічні сади Жана де Брансьйона, там він вперше побачив тюльпани.
Цей підхід у поєднанні з новою системою біноміальної номенклатури Ліннея призвів до появи енциклопедій рослин без медичної інформації під назвою «Floras», які ретельно описували та ілюстрували рослини, що ростуть у певних регіонах. XVII століття також ознаменувало початок експериментальної ботаніки та застосування наукового методу, тоді як удосконалення мікроскопа започаткувало нову дисципліну будови рослин, основи якої були закладені ретельними спостереженнями англійського ботаніка Неємії Ґрю та італійця Марчелло Мальпігі.

### Ботанічні дослідження
Для європейських колоніальних держав відкривалися нові землі, ботанічні багатства присилали європейським ботанікам для опису. Це була романтична епоха дослідників-ботаніків, відважних мисливців за рослинами та садівників. Значні ботанічні колекції надійшли з: Вест-Індії (Ганс Слоун); Китаю (Джеймс Каннінгем); островів прянощів Ост-Індії (Молуккські острови, Джордж Румфіус; Китаю та Мозамбіку (Жоао де Лурейро); Західної Африки (Мішель Адансон), який розробив власну схему класифікації та започаткував теорію мінливості видів; Канади, Гебридів, Ісландії, Нової Зеландії головним ботаніком Капітана Джеймса Кука Джозефом Бенксом.

### Класифікація та морфологія

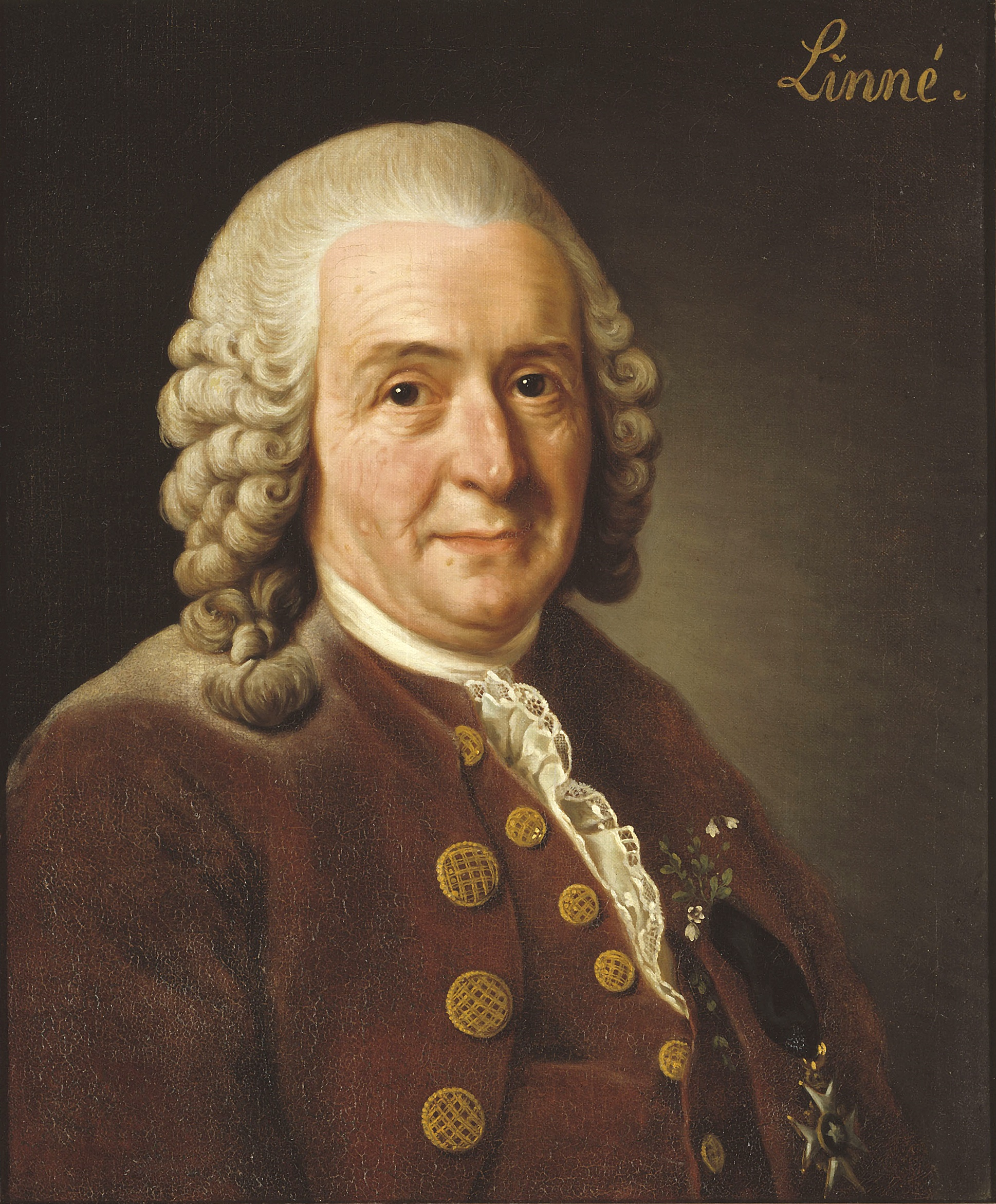
Портрет Карла Ліннея, художник Олександр Рослін, 1775 рік

До середини XVIII-го століття екземпляри рослин, отримані в результаті різних експедицій, накопичилися в садах та гербаріях — і їх необхідно було систематизувати. Це було завдання для систематиків, класифікаторів рослин.
Класифікація рослин з часом змінювалася починаючи від «штучних» систем, заснованих на загальних ознаках і формі, до доеволюційних «природних» систем, що виражають подібність за допомогою одного до багатьох ознак, що призвело до постеволюційних «природних» систем, які використовують ознаки для висновку еволюційних зв'язків.
Італійський лікар Андреа Цезальпіно (1519—1603) вивчав медицину та протягом приблизно 40 років викладав ботаніку в Пізанському університету, з 1554 по 1558 рік працював директором ботанічного саду Пізи. У 1583 Андреа Цезальпіно створив «De Plantis» у шістнадцяти томах, в якому описав 1500 рослин, а його гербарій на 260 сторінках і 768 встановлених зразків все ще зберігся до наших часів. Цезальпіно запропонував класи, засновані в основному на детальній структурі квітів та плодів; він також запровадив поняття роду. Він був першим, хто спробував вивести принципи природної класифікації, що відображає загальну подібність між рослинами, і створив схему класифікації яка випередила свій час.

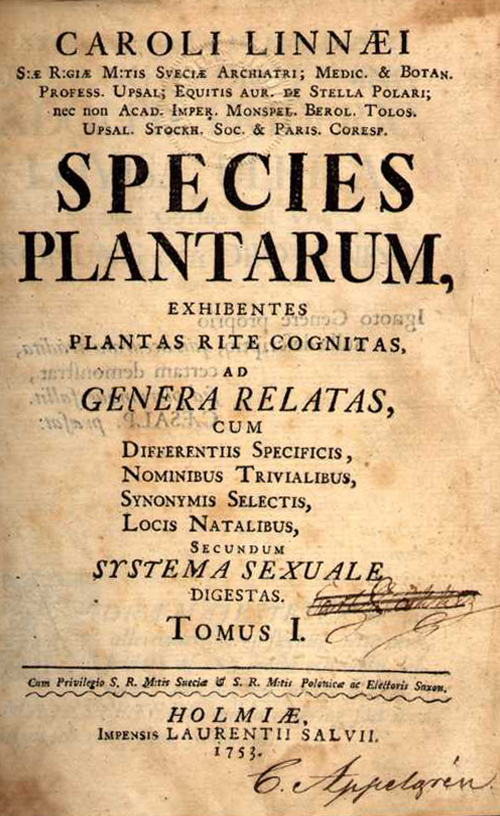
Титульна сторінка Species Plantarum Карла Ліннея, публікація 1753 року

Щоб підвищити точність опису та класифікації, Йоахім Юнг (1587—1657) склав вкрай необхідну ботанічну термінологію, яка витримала випробування часом. Англійський ботанік Джон Рей ґрунтувався на роботі Юнга, щоб створити найдосконалішу систему класифікації того часу. Він досліджував місцеві рослини рідного Кембриджа, результатом цих спостережень стала праця Catalogus Stirpium circa Cantabrigiam Nascentium, яка згодом розширилася до Synopsis Methodica Stirpium Britannicarum. Це була перша публікація з ботанічними описами британських рослин. Проте у Historia Plantarum (1682, 1688, 1704) він зробив крок до опису світової флори, оскільки привозив все більше рослин зі своїх подорожей, спочатку на континенті, а потім і за його межами. Він розширив природну систему Цезальпіно з більш точним визначенням вищих рівнів класифікації, впроваджуючи багато сучасних родин, і стверджував, що всі частини рослин важливі в класифікації. Він визнав, що мінливість виникає як через внутрішні (генотипні), так і через зовнішні екологічні (фенотипні) причини, і що тільки перша має таксономічне значення. Він також був одним з перших фізіологів-експериментаторів. Historia Plantarum можна вважати першим ботанічним підручником сучасної ботаніки. За словами історика ботаніки Алана Мортона, Рей «вплинув як на теорію, так і на практику ботаніки більш вирішально, ніж будь-яка інша людина у другій половині сімнадцятого століття». Згодом систему Рея розширив П'єр Маньоль та Жозеф Піттон де Турнефор, учень Маньоля, який став відомим завдяки своїм ботанічним експедиціям, акценту на квіткових ознаках у класифікації та відродженню ідеї роду, як основної одиниці класифікації.
Карл Лінней був першим, хто полегшив завдання каталогізації рослин. За основу він прийняв статеву систему класифікації, використовуючи тичинки та маточки як важливі ознаки рослини. Серед його найважливіших публікацій були Systema Naturae (1735), Genera Plantarum (1737) та Philosophia Botanica (1751), але саме в Species Plantarum (1753) він дав кожному виду біноміальну назву, таким чином прокладаючи шлях для майбутнього прийнятого методу позначення назв усіх організмів. Думки та книги Ліннея домінували у світі таксономії майже століття. Пізніше його статеву систему каталогізації допрацював Бернар де Жюссьє (1699—1777), а його племінник Антуан Лоран де Жуссьє (1748—1836) розширив її ще раз, щоб включити приблизно 100 орденів (сучасні родини). Мішель Адансон у своїй праці фр. Familles des Plantes окрім розширення поточної системи назв родин, підкреслив, що природна класифікація повинна базуватися на розгляді всіх ознак, навіть якщо згодом на них може бути наданий інший акцент відповідно до їх діагностичної цінності для конкретної групи рослин. Метод Адансона, по суті, використовується донині.
Систематика рослин XVIII-го століття залишила у спадок XIX-му століттю точну біноміальну номенклатуру та ботанічну термінологію, систему класифікації, засновану на природній спорідненості, і чітке уявлення про ранги родини, роду та виду — хоча таксони, які слід розмістити в цих рангах, як завжди, залишаються предметом таксономічних досліджень.

### Анатомія

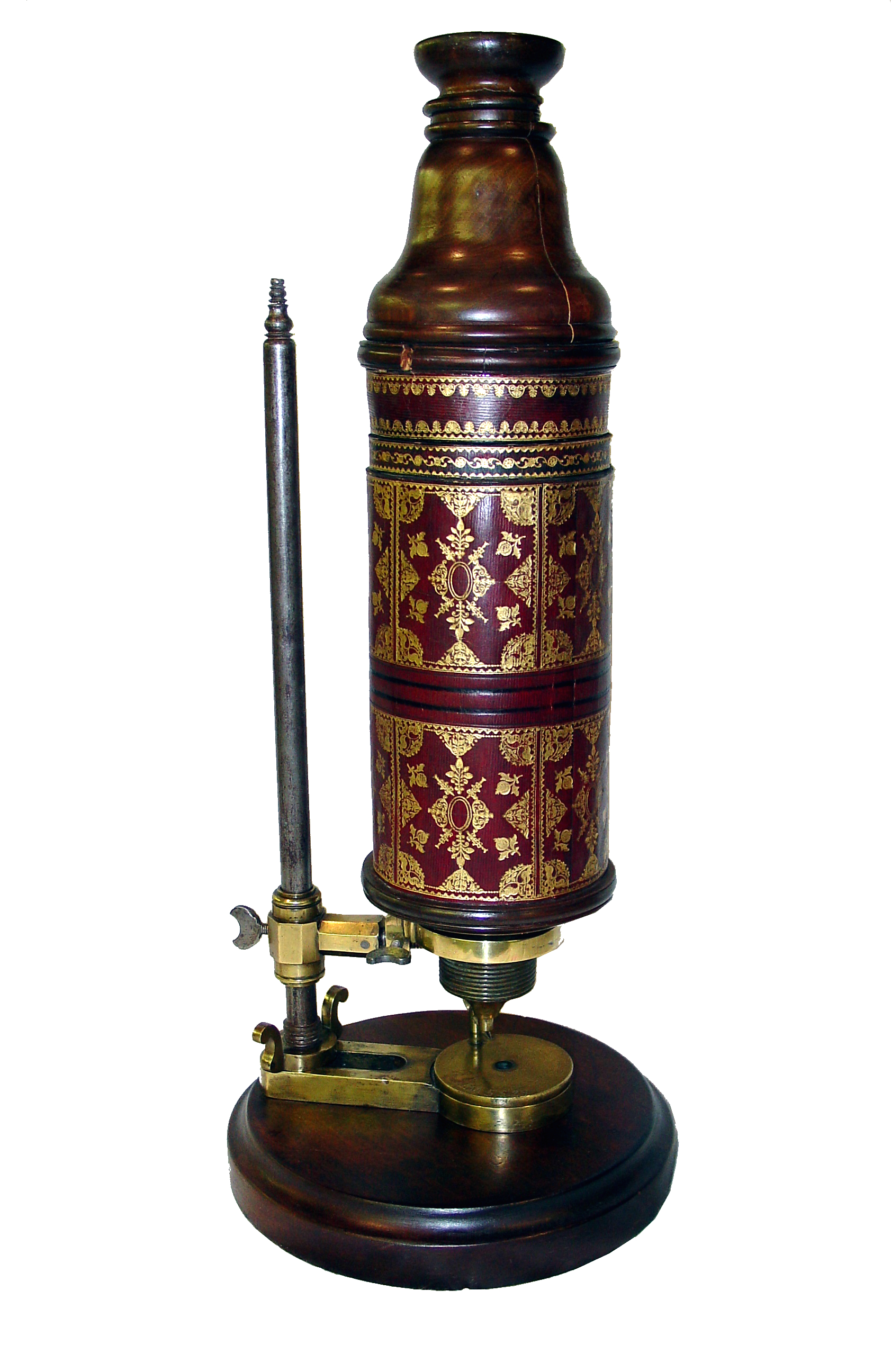
Мікроскоп Роберта Гука

У першій половині XVIII століття ботаніка почала виходити за межі описової в експериментальну науку. Хоча мікроскоп був винайдений у 1590 році, лише наприкінці XVII століття шліфування лінз забезпечило роздільну здатність, необхідну для великих відкриттів. Антоні ван Левенгук досяг дивовижної роздільної здатності за допомогою своїх однолінзових мікроскопів. Важливі загальні біологічні спостереження були зроблені Робертом Гуком, але основи анатомії рослин були закладені італійцем Марчелло Мальпігі з Болонського університету в його «Anatome Plantarum» (1675) та англійським ботаніком Неємія Ґрю у «Початках анатомії рослин» (1671) та «Анатомії рослин» (1682). Ці ботаніки досліджували те, що зараз називається анатомією та морфологією розвитку, ретельно спостерігаючи, описуючи та замальовуючи розвиток від насіння до зрілої рослини, записуючи формування стебла та деревини. Ці дослідження дозволили відкрити та присвоїти назви паренхімі та продихам.

### Фізіологія
У фізіології рослин дослідницький інтерес був зосереджений на русі соків і поглинанні речовин через коріння. Ян Гельмонт шляхом експериментальних спостережень та розрахунків зазначив, що збільшення ваги рослини, яка росте, не може бути отримано виключно від ґрунту, і дійшов висновку, що це має бути пов'язане з поглинанням води. Стівен Гейлс шляхом кількісного експерименту встановив, що відбувається поглинання води рослинами і втрата води шляхом транспірації, і що на це впливають умови навколишнього середовища, а також зазначив, що основний напрямок руху соку в деревній тканині є висхідним. Його результати були опубліковані в «Vegetable Staticks» (1727). Він також зауважив, що «повітря становить значну частину речовини овочів». Англійський хімік Джозеф Прістлі став відомим завдяки своїм відкриттям кисню та його продукування рослинами. Пізніше Ян Інгенгаус зауважив, що зелені частини рослин поглинають повітря та виділяють кисень лише під дією сонячного світла, причому це відбувається швидше при яскравому сонячному світлі, тоді як вночі вуглекислий газ (CO2) виділяється з усіх частин. Його результати були опубліковані в «Експериментах над овочами» (1779). На основі своїх спостережень він зобразив кругообіг вуглецю в природі, хоча склад вуглекислого газу ще не був відкритий. Дослідження живлення рослин також прогресували. У 1804 році праця Recherches Chimiques sur la Végétation Ніколя Теодора де Соссюра, яка продемонструвала подібність дихання у рослин та у тварин, була взірцем наукової точності.

### Статева будова рослин

Будова квітки

Саме Камераріус Рудольф Якоб був першим, хто остаточно встановив статеву будову рослин шляхом експерименту. У листі до свого колеги, датованому 1694 роком і названому De Sexu Plantarum Epistola, він заявив, що «жодна яйцеклітина рослини ніколи не могла би розвинутися в насіння з жіночої форми і зав'язі без попереднього запилення пилком з тичинок, чоловічих статевих органів рослини».
Через деякий час німецький академік та історик природи Йозеф Готліб Кельрейтер вдосконалив цю роботу, зазначивши функцію нектару в залученні запилювачів і роль вітру та комах у запиленні. Він також виводив свідомі гібриди, спостерігав за мікроскопічною структурою пилкових зерен і за тим, як перенесення речовини з пилку до зав'язі спонукало до утворення ембріона.
У 1793 році через сто років після Камераріуса Крістіан Конрад Шпренгель розширив значення квітів, описавши вплив нектару в запиленні, адаптивні механізми квітки, які використовуються для запилення, і поширення перехресного запилення, навіть якщо тичинки та маточки розміщені разом на одній квітці.
У 1851 році Вільгельм Гофмейстер у своїй праці Vergleichende Untersuchungen, продемонстрував на прикладі папоротей і мохоподібних, що процес статевого розмноження в рослинах тягне за собою «чергування поколінь» між спорофітом і гаметофітом. Це започаткувало нову галузь порівняльної морфології, яка, значною мірою завдяки спільній роботі Вільяма Фарлоу, Натанаеля Прінгсгайма, Фредеріка Бовера, Едуарда Страсбургера та інших, встановила, що «чергування поколінь» відбувається у цілому царстві рослин.

## Початки сучасної ботаніки у дев'ятнадцятому столітті
Приблизно в середині XIX століття наукова комунікація змінилася. До цього часу обмін думками відбувався здебільшого шляхом читання праць авторитетних осіб, які домінували у своїй галузі: це часто були заможні та впливові «вчені джентльмени». Тепер результати досліджень оприлюднювалися шляхом публікації «документів», які виходили з дослідницьких «шкіл». Цей процес розпочався наприкінці XVIII століття, коли почали з'являтися спеціалізовані журнали. Поява першого «сучасного» підручника Маттіаса Шлейдена Grundzüge der Wissenschaftlichen Botanik, виданого англійською мовою у 1849 році під назвою Principles of Scientific Botany, значно стимулювала розвиток ботаніки. До 1850 року органічна хімія, яка швидко розвивалася, виявила структуру багатьох компонентів рослин. Хоча велика ера класифікації рослин минула, роботи з опису все ще тривали. Огюстен Пірам Декандоль змінив Антуана де Жюссьє в управлінні ботанічним проєктом Prodromus Systematis Naturalis Regni Vegetabilis, у якому брали участь 35 авторів: він містив усі відомі на той час дводольні рослини, близько 58 000 видів у 161 родині, і він подвоїв кількість визнаних родин рослин; роботу завершив його син Альфонс Декандоль у період з 1841 по 1873 рік.

### Географія та екологія рослин

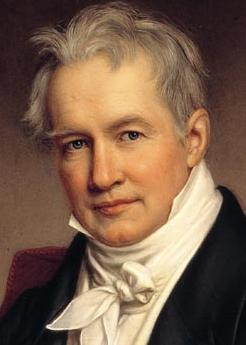
Александер фон Гумбольдт, художник Йозеф Карл Штілер, 1843 рік

Початок XIX століття ознаменувався зростанням інтересу до зв'язку між кліматом і поширенням рослин. Карл Людвиг фон Вільденов досліджував зв'язок між розповсюдженням і поширенням насіння та впливом геологічної історії. Він помітив схожість між флорою Північної Америки та Північної Азії, Кабо-Верде та Австралії, а також дослідив ідею «центрів походження культурних рослин». Александер фон Гумбольдт і Еме Бонплан опублікували масивну та дуже впливову 30-томну працю про свої подорожі; Роберт Браун відзначив подібність між флорою Південної Африки, Австралії та Індії, тоді як Йоакім Фредерік Шув глибше, ніж будь-хто інший, дослідив вплив температури, едафічного ґрунту та інших факторів на розподіл рослин, особливо вплив ґрунтових вод та світла. Джозеф Долтон Гукер розширив межі флористичних досліджень своєю роботою про Антарктиду, Індію та Близький Схід, з особливою увагою до ендемізму. Август Генрих Рудольф Гризебах у «Die Vegetation der Erde» досліджував фізіогноміку у зв'язку з кліматом, а в Америці Ейса Грей був піонером географічних дослідженнь.
Фізіологічна географія рослин, або екологія, виникла з флористичної біогеографії наприкінці 19 століття, через те, що вплив навколишнього середовища на рослини отримав більше визнання. Ранні роботи в цій галузі були узагальнені датським професором Еугеніусои Вармінгом у його книзі Plantesamfund (Екологія рослин, вважається за початок сучасної екології), включаючи нові ідеї щодо груп рослин, їх адаптації та впливу на навколишнє середовище. У 1898 році з'явилася ще одна грандіозна публікація Андреаса Шимпера Pflanzengeographie auf Physiologischer Grundlage (опублікована англійською мовою в 1903 році під назвою Plant-geography upon a physiological basis).

### Анатомія

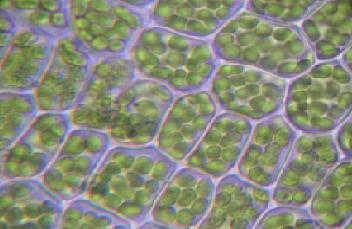
Рослинні клітини з видимими хлоропластами

Протягом XIX століття німецькі вчені проклали шлях до єдиної теорії будови та життєвого циклу рослин. Після вдосконалення мікроскопа наприкінці XVIII століття Шарль-Франсуа Бріссо де Мірбель у 1802 році опублікував «Traité d'Anatomie et de Physiologie Végétale». У 1812 році Йоганн Якоб Пауль Молденгавер опублікував Beyträge zur Anatomie der Pflanzen, в якій він визначив меристемну та паренхімну тканини, описав судинні пучки, спостерігав за клітинами камбію та інтерпретував кільця дерев. Він виявив, що продихи складаються з пар клітин, а не з однієї клітини з отвором.
Анатомічні дослідження стели були консолідовані Карлом Саніо, який описав вторинні тканини та меристему. Гуго фон Моль у роботі Die Vegetabilische Zelle узагальнив дослідження з анатомії рослин, проведені до 1850 року, а у 1877 році з'явилася енциклопедична порівняльна анатомія Генріха Антона де Барі. Огляд знань про стелу у корені та стеблі підсумував Філіп Едуард Леон ван Тігем, а меристеми — Карл Негелі.

### Вплив води
Рух води та поживних речовин у рослинах залишалося загадкою. Фізіолог Гуго фон Моль досліджував транспорт розчинених речовин і теорію поглинання води корінням, використовуючи поняття когезії, транспіраційного потоку, капілярності та кореневого тиску. В галузі експериментальної фізіології домінували німецькі вчені Вільгельм Кноп та Юліус фон Сакс. У 1882 році Сакас опублкував підручник з фізіології рослин «Vorlesungen über Pflanzenphysiologie». Однак були і інші попередні дослідження, зокрема англієць Томас Найт вивчав геотропізм (вплив гравітації на ріст), а Анрі Дютроше явище осмосу. Американський вчений Денніс Роберт Гогланд виявив залежність активного транспорту у ксилемі рослин від обміну речовин.

### Цитологія
У 1831 році Роберт Браун відкрив ядро клітини. На початку XIX століття ботанік Маттіас Шлейден та зоолог Теодор Шванн довели, що всі організми мають клітинну будову.
З 1870 по 1880 рік стало зрозуміло, що клітинні ядра ніколи не утворюються заново, а завжди походять із речовини іншого ядра. У 1882 році Вальтер Флеммінг спостерігав поздовжнє розщеплення хромосом у ядрі, що ділиться, і дійшов висновку, що кожне дочірнє ядро отримало половину кожної з хромосом материнського ядра: потім на початку XX століття було виявлено, що число хромосом у даного виду є постійним. Едуард Страсбургер дослідив, що ядра репродуктивних клітин (у пилку та ембріонах) мають редукційний поділ (роздвоєння хромосом, тепер відоме як мейоз). До 1926 року Томас Гант Морган зміг викласти хромосомну теорію спадковості.
Починаючи із 1856 року Грегор Мендель проводив дослідження гороху у експериментальному монастирському садку. Мендель помітив, що деякі рослини часом мають нетипові характеристики. Посадивши одне коло одного типову та нетипову рослину, дослідник хотів дізнатися, якими будуть нащадки. Мендель помітив, що ознаки передаються нащадкам незалежно від оточуючого середовища. Цей факт тоді був першою цеглиною у побудові майбутньої теорії спадковості.
Ці роботи були початком тих узагальнень, які нині відомі як Закони Менделя. «Експерименти із рослинними гібридами» — під такою назвою у 1866 році Мендель опублікував результати своєї роботи. Але інтерес до публікації був незначним. Лише на початку ХХ століття, коли розвинули уявлення про гени, зрозуміли усю важливість висновків Менделя. Декілька вчених незалежно один від одного у цей час сформулювали ті ж висновки, що вже були представлені Менделем.

### Морфологія розвитку та еволюція
До 1860-х років вважалося, що види залишаються незмінними в часі: кожна біологічна форма була результатом незалежного акту творення, а отже, абсолютно відмінною та незмінною. Але сувора реальність геологічних утворень і дивних скам'янілостей потребувала наукового пояснення. Чарлз Дарвін у своїй праці «Походження видів» пояснював еволюційний процес принципами природного й статевого добору. Вільгельм Гофмейстер встановив, що в усіх рослинах існує подібна модель організації, яка виражається через чергування поколінь та широку гомологію структур.
Німецький письменник Йоганн Вольфганг фон Гете також цікавився ботанікою. У своїй праці Die Metamorphose der Pflanzen він представив теорію морфології рослин (він ввів слово «морфологія») і включив у свою концепцію «метаморфози» модифікацію під час еволюції, таким чином пов'язавши порівняльну морфологію з філогенезом. Хоча ботанічна основа його роботи була оскаржена, немає сумніву, що він спонукав дискусію та дослідження походження та функції частин квітки. Його теорія, ймовірно, стимулювала протилежні погляди німецьких ботаніків Александра Брауна та Маттіаса Шлейдена, які застосували експериментальний метод до принципів росту та форми рослин. Згодом Огюстен Пірам Декандоль розширив ці принципи.

### Фіксація вуглецю (фотосинтез)

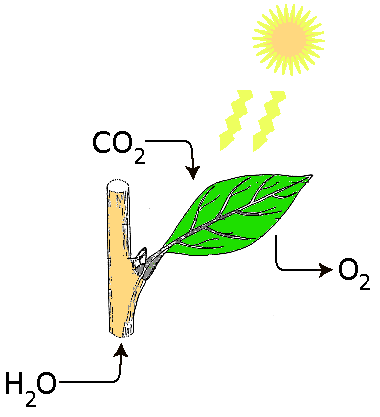
Загальна схема фотосинтезу

На початку XIX століття ідея про те, що рослини можуть синтезувати майже всі свої тканини з атмосферних газів, ще не виникла. Лише у 1842 році Роберт Маєр на підставі закону збереження енергії постулював, що рослини перетворюють енергію сонячного світла на енергію хімічних зв'язків. Механізм фотосинтезу залишався загадкою до середини XIX століття, коли Сакс у 1862 році зазначив, що крохмаль утворюється в зелених клітинах лише за наявності світла, а в 1882 році він підтвердив, що вуглеводи є вихідною точкою для всіх інших органічних сполук у рослинах. У 1877 році Вільгельм Пфеффер назвав цей процес фотосинтезом. Зв'язок між пігментом хлорофілом і виробництвом крохмалю був остаточно встановлений у 1864 році, але відстеження точного біохімічного шляху утворення крохмалю почалося лише приблизно в 1915 році.

### Фіксація азоту
Видатні відкриття, пов'язані з асиміляцією та метаболізмом азоту, включаючи нітрифікацію та фіксацію азоту (поглинання атмосферного азоту симбіотичними мікроорганізмами ґрунту), повинні були дочекатися прогресу в хімії та бактеріології, а на початку XX століття було зроблено відкриття синтезу білків і амінокислот та їх ролі в метаболізмі рослин. Завдяки цим знанням стало можливим окреслити глобальний азотний цикл.

## ХХ століття

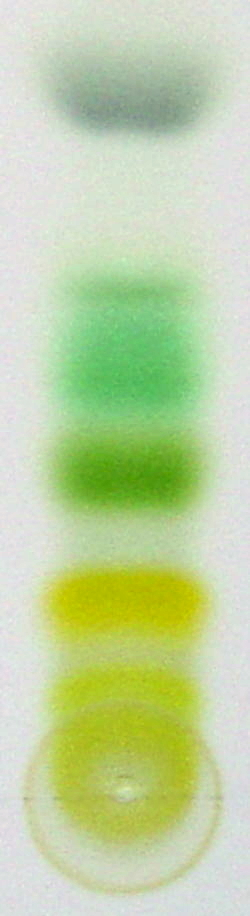
Тонкошарова хроматографія, використовується для розділення компонентів хлорофілу.

Наука XX-го століття базувалася на міцних основах, закладених на детальних експериментальних спостереженняя XIX-го століття. Швидко розширювалися горизонти ботанічних знань на всіх рівнях, починаючи від молекул до глобальної екології рослин. Тепер існувало усвідомлення єдності біологічної структури та функцій на клітинному та біохімічному рівнях. Ботанічний прогрес був тісно пов'язаний із досягненнями фізики та хімії. Починаючи від 1910 року експерименти з використанням мічених ізотопів використовувалися для з'ясування біохімічних процесів у рослинах, проводилися дослідження, які сприяли появі та розвитку генної технології. Фінансування досліджень стало більш доступним із розвитком сільського господарства та промисловості.

### Молекули
Елементний склад хлорофілу a — C55H72N4O5Mg та b — C55H70N4O6Mg був визначений у 1914 році німецьким хіміком Ріхардом Вільштеттером. Він не лише виділив хлорофіл а й хлорофіл b, та встановив їх хімічний склад, але також довів, що у всіх рослин, незалежно від умов їх знаходження, хлорофіл є однаковим. За ці дослідження Р. Вільштеттер у 1915 році був нагороджений Нобелівською премією з хімії. У 1920-х і 1930-х роках, біохіміки, зокрема Ганс Адольф Кребс, Карл Фердинанд Корі та Герті Тереза Корі почали відстежувати центральні метаболічні шляхи життя. Між 1930-ми та 1950-ми роками було встановлено, що АТФ, розташований у мітохондріях, є джерелом клітинної хімічної енергії, і поступово були виявлені складові реакції фотосинтезу. У 1944 році було вперше виділено ДНК. Було відкрито рослинні гормони або «речовини росту»: у 1934 році ауксини та гібереліни, у 1964 році цитокінін, а також ефект фотоперіодизму, контролю процесів у рослинах, пов'язаного з тривалістю світлового дня.
Після відкриття законів Менделя генно-хромосомна теорія спадковості була підтверджена роботою Авґуста Вайсмана, який визначив хромосоми як спадковий матеріал. Крім того, спостерігаючи зменшення числа хромосом у статевих клітинах вдвічі, він передбачав вивчення мейозу, складного процесу перерозподілу спадкового матеріалу, який відбувається в статевих клітинах. У 1920-х і 1930-х роках генетика популяцій поєднала теорію еволюції із генетикою Менделя, результатом стала синтетична теорія еволюції. До середини 1960-х років виникла нова дисципліна молекулярна біологія, яка довела молекулярну основу метаболізму та репродукції. У 1970-х роках із винайденням методів рекомбінантної ДНК розпочалася епоха генетичної інженерії, введення генів у клітину-хазяїна для клонування та їх комерційного застосування для сільськогосподарських культур. Стало можливим ідентифікувати організми за допомогою молекулярного «ДНК-відбитків пальців» і за допомогою «молекулярного годинника» оцінити події минулого, коли відбулися критичні еволюційні зміни.

### Комп'ютери, електронні мікроскопи та еволюція

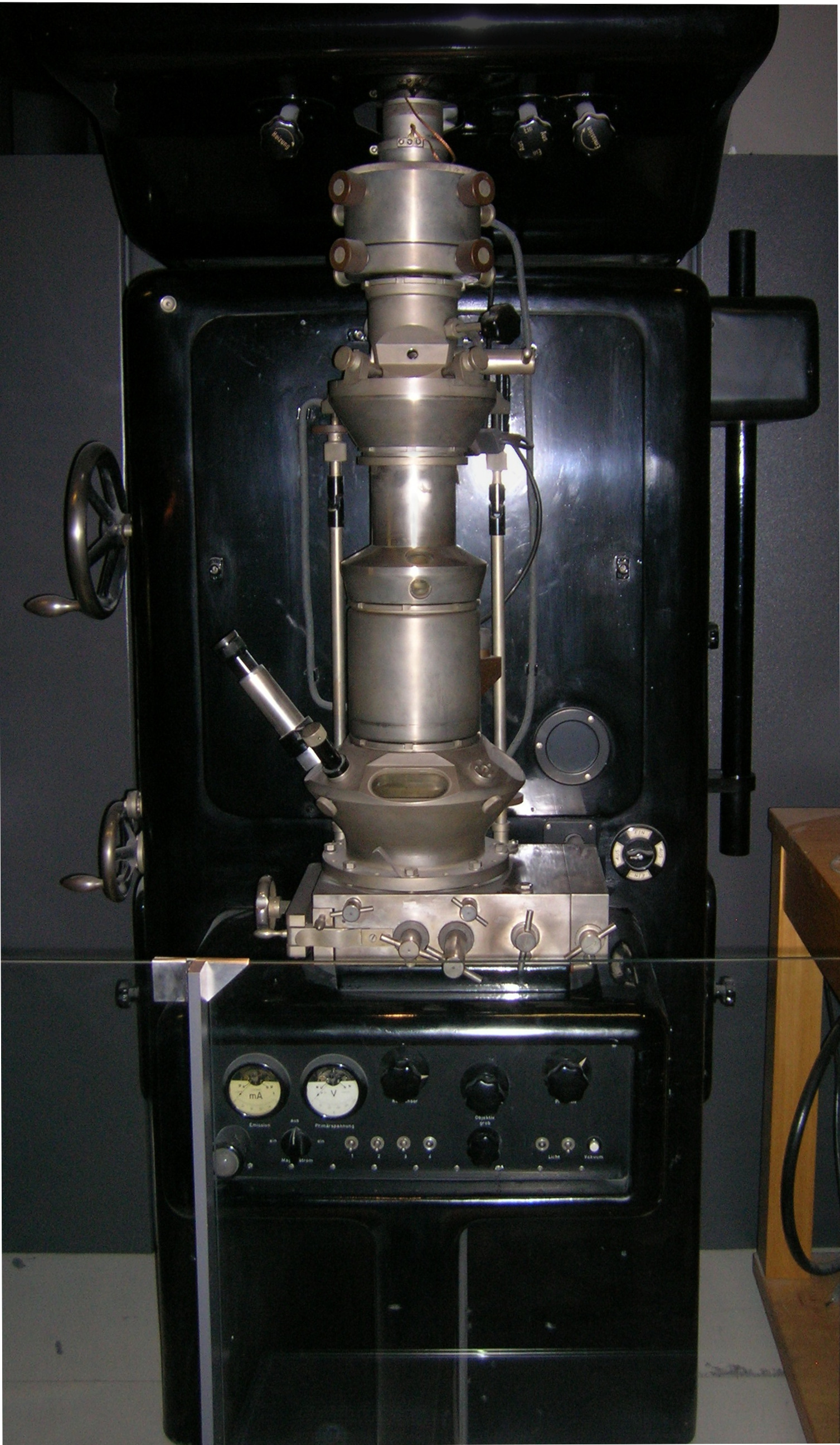
Електронний мікроскоп, сконструйований Ернстом Руска у 1933 році

Підвищення експериментальної точності в поєднанні із значно вдосконаленим науковими приладами відкривало нові горизонти у ботаніці. У 1936 році Олександр Опарін продемонстрував можливий механізм синтезу органічної речовини з неорганічних молекул. У 1960-х роках було встановлено, що найдавніші форми життя на Землі, які розглядалися як рослини, ціанобактерії, відомі як строматоліти, датуються приблизно 3,5 мільярдами років.
у середині ХХ століття електронна мікроскопія забезпечила інший рівень роздільної здатності дослідження структури матерії, перенісши анатомію на новий рівень «ультраструктури».
Група ботаніків, зокрема Август Ейхлер, переглянули та створили нові «філогенетичні» системи класифікації царства рослин. У період з 1887 по 1915 рік Адольф Енглер та Карл Антон Ойген Прантль опублікували 23-томний збірник Die natürlichen Pflanzenfamilien. Таксономія, заснована на загальній морфології, тепер доповнювалася використанням ознак виявлених палінологією, ембріологією, анатомією, цитологією, серологією, тощо. Поява комп'ютерів сприяла швидкому аналізу даних, які використовуються для цифрової таксономії. Акцент на справді природних філогеніях породив дисципліни кладистика та філогенетика. Публікація 1981 року «An Integrated System of Classification of Flowering Plants» («Інтегрована система класифікації квіткових рослин») Артура Кронквіста була замінена, коли у 1998 році Angiosperm Phylogeny Group опублікувала філогенетичне дерево квіткових рослин на основі аналізу ДНК з використанням техніки нової молекулярної систематики, це пояснило питання, що стосуються найдавніших еволюційних гілок квіткових рослин. Деякий час точний зв'язок грибів із рослинами був невизначеним. Існують докази того, що гриби відрізняються від рослин, тварин і бактерій, і вони навіть ближче до тварин, ніж до рослин. У 1980-90-х роках аналіз виявив еволюційну відмінність грибів від інших організмів приблизно 1 мільярд років тому, це було достатньою причиною для створення унікального царства, окремого від рослин.

### Біогеографія та екологія

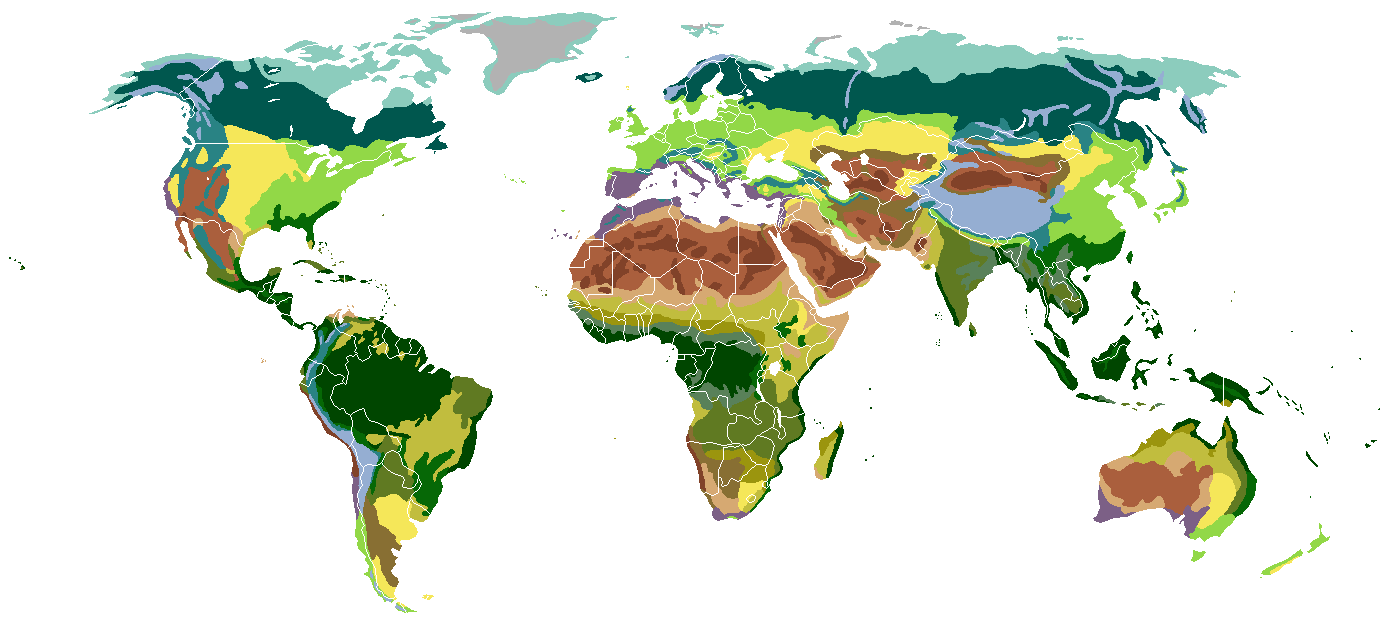
Наземні біоми, класифіковані за типом рослинності (крім антарктичної тундри)
Тундра
Тайга
Помірні широколистяні та мішані ліси
Помірні луки, савани і чагарники
Субтропічний вологий ліс
Субтропічний ліс
Тропічні та субтропічні вологі широколистяні ліси
Пустеля
Пустелі і склерофітні чагарники
Степи
Напівпустелі
Тропічні та субтропічні луки, савани і чагарники
Тропічні та субтропічні луки, савани і чагарники
Тропічні та субтропічні сухі широколистяні ліси
Тропічні та субтропічні дощові ліси
Альпійські луки
Високогірні ліси

У 1912 році Альфред Лотар Вегенер опублікував дрифтову гіпотезу, яка дала додатковий поштовх для порівняльної фізіології та вивчення біогеографії. Екологія 1930-х років внесла важливі ідеї спільноти рослин, екологічної спадкоємності, зміни спільноти та потоків енергії. У 1940-х і 1950-х роках екологія ще не була галуззю дослідження, визнаною як окрема дисципліна. Юджин Одум написав підручник з екології разом зі своїм братом, Говардом, аспірантом Єльського університету. Книга братів Одумів «Основи екології» (уперше видана у 1953 році) була єдиним підручником у галузі протягом десяти років. Спираючись на велику ранню роботу Альфонса де Кандоля, Микола Вавілов створив вчення про світові центри походження культурних рослин.

### Книги

#### Історія науки
- Harkness, Deborah E. (2007). The Jewel house of art and nature: Elizabethan London and the social foundations of the scientific revolution. New Haven: Yale University Press. ISBN 9780300111965.
- Huff, Toby (2003). The Rise of Early Modern Science: Islam, China, and the West. Cambridge: Cambridge University Press. ISBN 978-0-521-52994-5.
- Majumdar, G. P. (1982). Studies in History of Science in India. У Chattopadhyaya, Debiprasad (ред.). The history of botany and allied sciences in India (c. 2000 B.C. to 100 A.D.). Asha Jyoti, New Delhi: Editorial Enterprise.
- Needham, Joseph & Lu, Gwei-Djen (2000). Sivin, Nathan (ред.). Science and Civilisation in China, Vol. 6 Part 6 Medicine. Cambridge: Cambridge University Press.
- Ogilvie, Brian W. (2006). The Science of Describing Natural History in Renaissance Europe. Chicago: University of Chicago Press. ISBN 9780226620862.
- Stafleu, Frans A. (1971). Linnaeus and the Linnaeans. Utrecht: International Association of Plant Taxonomy. ISBN 978-90-6046-064-1.

#### Історія ботаніки, сільського господарства та садівництва
- Arber, Agnes (1986) [1912; 2nd ed. 1938]. Stearn, William T. (ред.). Herbals: their origin and evolution. A chapter in the history of botany, 1470-1670 (вид. 3rd). Cambridge: Cambridge University Press. ISBN 9780521338790.
- Conan, Michel, ред. (2005). Baroque garden cultures: emulation, sublimation, subversion. Washington, D.C.: Dumbarton Oaks Research Library and Collection. ISBN 978-0-88402-304-3. Процитовано 21 лютого 2015.
- Erichsen-Brown, Charlotte (1979). Medicinal and Other Uses of North American Plants: A Historical Survey with Special Reference to the Eastern Indian Tribes. Courier Corporation. ISBN 978-0-486-25951-2.
- Ewan, Joseph; Arnold, Chester Arthur (1969). A short history of botany in the United States. Hafner Publishing Co. ISBN 9780028443607.
- Fahd, Toufic (1996). Botany and agriculture. У Morelon, Régis; Rashed, Roshdi (ред.). Encyclopedia of the History of Arabic Science. Т. 3. London: Routledge. ISBN 978-0-415-12410-2.
- Fischer, Hubertus; Remmert, Volker R.; Wolschke-Bulmahn, Joachim (2016). Gardens, Knowledge and the Sciences in the Early Modern Period. Birkhäuser. ISBN 978-3-319-26342-7.
- Fries, Robert Elias (1950). A short history of botany in Sweden. Uppsala: Almqvist & Wiksells boktr. OCLC 3954193
- Greene, Edward Lee (1983a). Egerton, Frank N. (ред.). Landmarks of Botanical History: Part 1. Stanford: Stanford University Press. ISBN 978-0-8047-1075-6.; originally published as Greene, Edward L. (1909). Landmarks of Botanical History 1. Prior to 1562 A.D. Washington: Smithsonian Institution. OCLC 174698401.
- Greene, Edward Lee (1983b). Egerton, Frank N. (ред.). Landmarks of Botanical History: Part 2. Stanford: Stanford University Press. ISBN 978-0-8047-1075-6.
- Harvey-Gibson, Robert J. (1919). Outlines of the history of botany. London: A. & C. Black. ISBN 9788171415083. Процитовано 29 квітня 2015. 1999 reprint Google Books
- Helmsley, Alan R.; Poole, Imogen, ред. (2004). The Evolution of Plant Physiology: From Whole Plants to Ecosystems. London: Elsevier Academic Press. ISBN 978-0-12-339552-8.
- Henrey, Blanche (1975). British botanical and horticultural literature before 1800 (Vols 1–3). Oxford: Oxford University Press. ISBN 978-0-19-211548-5.
- Jackson, Benjamin D. (1881). Guide to the Literature of Botany, Being a Classified Selection of Botanical Works. London: Longmans, Green.
- Jacobson, Miriam (2014). Barbarous Antiquity: Reorienting the Past in the Poetry of Early Modern England. University of Pennsylvania Press. с. 118. ISBN 978-0-8122-9007-3.
- Morton, Alan G. (1981). History of Botanical Science: An Account of the Development of Botany from Ancient Times to the Present Day. London: Academic Press. ISBN 978-0-12-508382-9.(available here at Internet Archive)
- Meyer, Ernst H.F. (1854–57). Geschichte der Botanik. Königsberg: Verlag de Gebrűder Bornträger. Процитовано 11 грудня 2009. Geschichte der Botanik Meyer.
- Needham, Joseph; Lu, Gwei-djen & Huang, Hsing-Tsung (1986). Science and Civilisation in China, Vol. 6 Part 1 Botany. Cambridge: Cambridge University Press.
- Rádl, Emanuel (1909–1913). Geschichte der biologischen Theorien in der Neuzeit (нім.) (вид. 2nd). Leipzig: Verlag von W. Engelmann.
- Rakow, Donald; Lee, Sharon, ред. (2013). Public garden management. Hoboken, N.J.: Wiley. ISBN 9780470904596. Процитовано 21 лютого 2015.
- Reed, Howard S. (1942). A Short History of the Plant Sciences. New York: Ronald Press.
- Reynolds Green, Joseph (1909). History of Botany 1860–1900. Oxford: Clarendon Press.
- Sachs, Julius von (1875). Geschichte der Botanik vom 16. Jahrhundert bis 1860. Munich: Oldenbourg. Процитовано 13 грудня 2015.
- Sachs, Julius von (1890) [1875]. Geschichte der Botanik vom 16. Jahrhundert bis 1860 [History of botany (1530-1860)]. translated by Henry E. F. Garnsey, revised by Isaac Bayley Balfour. Oxford: Oxford University Press. doi:10.5962/bhl.title.30585. Процитовано 13 грудня 2015., see also History of botany (1530-1860) на «Google Books»
- Green, J Reynolds. A history of botany 1860-1900; being a continuation of Sachs History of botany, 1530-1860. Oxford: Oxford University Press. Процитовано 13 грудня 2015.
- Stace, Clive A. (1989) [1980]. Plant taxonomy and biosystematics (вид. 2nd.). Cambridge: Cambridge University Press. ISBN 9780521427852. Процитовано 29 квітня 2015.
- Vavilov, Nicolai I. (1992). Origin and Geography of Cultivated Plants. Cambridge: Cambridge University Press. ISBN 978-0-521-40427-3.
- Williams, Roger L. (2001). Botanophilia in Eighteenth-Century France: The Spirit of the Enlightenment. Springer Science & Business Media. ISBN 978-0-7923-6886-1.
- Winterborne, Jeffrey (2005). Hydroponics: indoor horticulture. Guildford: Pukka Press. ISBN 978-0-9550112-0-7. Процитовано 14 грудня 2009.
- Woodland, Dennis W. (1991). Contemporary Plant Systematics. New Jersey: Prentice Hall. ISBN 978-0-205-12182-3.

#### Античність
- Baumann, Hellmut (1993) [1986]. Die griechische Pflanzenwelt in Mythos, Kunst und Literatur [The Greek Plant World in Myth, Art, and Literature]. trans. William Thomas Stearn, Eldwyth Ruth Stearn. Timber Press. ISBN 9780881922318.
- Hardy, Gavin; Totelin, Laurence (2016). Ancient Botany. Abingdon: Routledge. ISBN 9781134386796.
- Raven, J.E. (2000). Stearn, W.T. (ред.). Plants and plant lore in ancient Greece. Oxford: Leopard's Press. ISBN 9780904920406.
- Thanos, Costas A. (2005). The Geography of Theophrastus' Life and of his Botanical Writings (Περι Φυτων) (PDF). У Karamanos, A.J.; Thanos C.A. (ред.). Biodiversity and Natural Heritage in the Aegean, Proceedings of the Conference 'Theophrastus 2000' (Eressos - Sigri, Lesbos, July 6–8, 2000). Athens: Fragoudis. с. 23—45. Архів оригіналу (PDF) за 3 червня 2011. Процитовано 11 листопада 2009.

#### Британська ботаніка
- Barlow, Horace Mallinson (1913). Old English herbals 1525-1640. Proceedings of the Royal Society of Medicine. London: John Bale, Sons & Danielsson. 6 (Sect Hist Med): 108—49. doi:10.1177/003591571300601512. PMC 2006232. PMID 19977241.
- Grubb, Peter J; Snow, E Anne; Walters, S Max (2004). 100 Years of Plant Sciences in Cambridge: 1904–2004. Department of Plant Sciences, Cambridge University.
- Gunther, Robert Theodore (1922). Early British botanists and their gardens, based on unpublished writings of Goodyer, Tradescant, and others. Oxford University Press.
- Hoeniger, F. David; Hoeniger, J. F. M. (1969). The Development of Natural History in Tudor England. MIT Press. ISBN 978-0-918016-29-4.
- Hoeniger, F.D.; Hoeniger, J.F.M. (1969). The Growth of Natural History in Stuart England: From Gerard to the Royal Society. Charlottesville: Folger Books. ISBN 978-0-918016-14-0.
- Oliver, Francis W., ред. (1913). Makers of British Botany. Cambridge: Cambridge University Press.
- Raven, Charles E. (1950) [1942]. John Ray, naturalist: his life and works (вид. 2nd). Cambridge [England]: Cambridge University Press. ISBN 9780521310833.
- Raven, Charles E. (1947). English naturalists from Neckham to Ray: a study of the making if the modern world. Cambridge: Cambridge University Press. ISBN 9781108016346.
- Walters, Stuart M. (1981). The shaping of Cambridge botany: a short history of whole-plant botany in Cambridge from the time of Ray into the present century. Cambridge University Press. ISBN 9780521237956.
- Willes, Margaret (2011). The making of the English gardener. Plants, Books and Inspiration, 1560-1660. New Haven: Yale University Press. ISBN 9780300163827.

#### Культурологія
- Bethencourt, Francisco; Egmond, Florike, ред. (2007). Cultural exchange in Early Modern Europe. Volume 3 Correspondence and Cultural Exchange in Europe, 1400-1700. Cambridge: Cambridge Univ. Press. ISBN 9780521845489. Процитовано 21 лютого 2015.
- Fara, Patricia (2003). Sex, Botany and Empire: The Story of Carl Linnaeus and Joseph Banks. Cambridge: Icon Books. ISBN 9781840464443. Процитовано 22 лютого 2015.
- George, Sam (2007). Botany, sexuality, and women's writing 1760-1830 : from modest shoot to forward plant. Manchester: Manchester University Press. ISBN 9780719076978. Процитовано 23 лютого 2015.
- Goldgar, Anne (2007). Tulipmania: money, honor, and knowledge in the Dutch golden age. Chicago: University of Chicago Press. ISBN 9780226301303. Процитовано 21 лютого 2015.
- Kelley, Theresa M. (2012). Clandestine marriage botany and Romantic culture. Baltimore, Md.: Johns Hopkins University Press. ISBN 9781421407609. Процитовано 6 березня 2015.
- Page, Judith W.; Smith, Elise L. (2011). Women, literature, and the domesticated landscape: England's disciples of Flora, 1780-1870. Cambridge: Cambridge University Press. ISBN 9780521768658. Процитовано 6 березня 2015.
- Pavord, Anna (1999). The Tulip. London: Bloomsbury Publishing. ISBN 978-0-7475-4296-4.
- Pavord, Anna (2005). The naming of names: the search for order in the world of plants. New York: Bloomsbury Publishing. ISBN 978-1-59691-071-3.
- Shteir, Ann B. (1996). Cultivating women, cultivating science: Flora's daughters and botany in England, 1760-1860. Baltimore: Johns Hopkins University Press. ISBN 978-0-8018-6175-8. Процитовано 18 лютого 2015.
- Thomas, Vivian; Faircloth, Nicki (2014). Shakespeare's Plants and Gardens: A Dictionary. Bloomsbury Publishing. ISBN 978-1-4725-5858-9.

#### Ботанічна ілюстрація
- Kusukawa, Sachiko (2012). Picturing the Book of Nature: Image, Text, and Argument in Sixteenth-Century Human Anatomy and Medical Botany. University of Chicago Press. ISBN 978-0-226-46529-6.
- Lefèvre, Wolfgang; Renn, Jürgen; Schoepflin, Urs, ред. (2003). The Power of Images in Early Modern Science. Basel: Birkhäuser Basel. ISBN 9783034880992.
- Tomasi, Lucia Tongiorgi; Hirschauer, Gretchen A. (2002). The flowering of Florence: botanical art for the Medici. 3 March-27 May (PDF) (Exhibition catalogue). Washington: National Gallery of Art. ISBN 978-0-85331-857-6.

#### Історичні джерела
- Gerard, John (1597). The Herball or Generall Historie of Plantes. London: John Norton. Процитовано 26 листопада 2014.
- Johnson, Thomas, ред. (1636). Herball, or Generall Historie of Plantes, gathered by John Gerarde. London: Adam Islip, Joice Norton and Richard Whitakers. Процитовано 19 лютого 2015.
- Johnson, Thomas (1629). Iter Plantarum Investigationis ergo susceptum a decem Sociis in Agrum Cantianum, anno Dom. 1629, Julii 13. London.
- Fuchs, Leonhart (1642). De Historia Stirpium Commentarii Insignes. Basileae: In officina Isingriniana. Процитовано 20 лютого 2015.
- Pulteney, Richard (1790). Historical and biographical sketches of the progress of botany in England from its origin to the introduction of the Linnæan system. London: T. Cadell.
- Penny Cyclopedia (1828–1843). The Penny Cyclopaedia of the Society for the Diffusion of Useful Knowledge. London: Charles Knight.
  - Penny Cyclopaedia vol. V Blois–Buffalo. 1836., in Penny Cyclopedia, (1828–1843)Botany pp. 243–254
- de Candolle, Alphonse (1885) [1882]. Origine des Plantes Cultivées [Origin of Cultivated Plants] (фр.). New York: Appleton. Процитовано 19 лютого 2015.

#### Бібліографічні джерела
- Johnston, Stanley H. (1992). The Cleveland Herbal, Botanical, and Horticultural Collections: A Descriptive Bibliography of Pre-1830 Works from the Libraries of the Holden Arboretum, the Cleveland Medical Library Association, and the Garden Center of Greater Cleveland. Kent State University Press. ISBN 978-0-87338-433-9.
- Stafleu, Frans A.; Cowan, Richard S. (1976–1988). Taxonomic literature: a selective guide to botanical publications and collections with dates, commentaries and types. 7 vols. + VIII supplements (вид. 2nd). Utrecht: Bohn, Scheltema & Holkema. ISBN 9789031302246.

### Статті
- Bruns, Tom (2006). Evolutionary biology: a kingdom revised. Nature. 443 (7113): 758—61. Bibcode:2006Natur.443..758B. doi:10.1038/443758a. PMID 17051197. S2CID 648881.
- Denham, Tim; Haberle, SG; Lentfer, C; Fullagar, R; Field, J; Therin, M; Porch, N; Winsborough, B та ін. (2003). Origins of Agriculture at Kuk Swamp in the Highlands of New Guinea. Science. 301 (5630): 189—193. doi:10.1126/science.1085255. PMID 12817084. S2CID 10644185.
- Johnson, Dale E. (1985). Literature on the history of botany and botanic gardens 1730–1840: A bibliography (PDF). Huntia. 6 (1): 1—121. PMID 11620777.
- Singer, Charles (1923). Herbals. The Edinburgh Review. 237: 95—112.
- Spencer, Roger; Cross, Rob (2017). The origins of botanic gardens and their relation to plant science with special reference to horticultural botany and cultivated plant taxonomy. Muelleria. 35: 43—93. doi:10.5962/p.291985. S2CID 251005623.
- Stearn, William T. (1965). The Origin and Later Development of Cultivated Plants. Journal of the Royal Horticultural Society. 90: 279—291, 322—341.
- Stearn, William T. (1986). Historical Survey of the Naming of Cultivated Plants. Acta Horticulturae. 182: 18—28.
- Vavilov, Nicolai I. (1951). trans. K. Starr Chester. The Origin, Variation, Immunity and Breeding of Cultivated Plants. Chronica Botanica. 13 (6): 1—366. Bibcode:1951SoilS..72..482V. doi:10.1097/00010694-195112000-00018.
- Raven, John A. (April 2004). Building botany in Cambridge. 1904–2004: the centenary of the opening of the Botany School, University of Cambridge, UK. New Phytologist. 162 (1): 7—8. doi:10.1111/j.1469-8137.2004.01040.x.
- George, Sam (June 2005). 'Not Strictly Proper For A Female Pen': Eighteenth-Century Poetry and the Sexuality of Botany. Comparative Critical Studies. 2 (2): 191—210. doi:10.3366/ccs.2005.2.2.191.
- Shteir, Ann B. (Spring 1990). Botanical Dialogues: Maria Jacson and Women's Popular Science Writing in England. Eighteenth-Century Studies. 23 (3): 301—317. doi:10.2307/2738798. JSTOR 2738798.
- Shteir, Ann B. (2007). Flora primavera or Flora meretrix ? Iconography, Gender, and Science. Studies in Eighteenth Century Culture. 36 (1): 147—168. doi:10.1353/sec.2007.0014. S2CID 143804304.
- Williams, Roger L. (2011). On the establishment of the principal gardens of botany: a bibliographical essay by Jean-Philippe-François Deleuze (PDF). Huntia. 14 (2): 147—176.

### Веб-сайти
- BSA. Evolution and Diversity. Botany for the Next Millennium: I. The intellectual: evolution, development, ecosystems. Процитовано 19 лютого 2015.
- Buck, Jutta (2017). A Brief History of Botanical Art. American Society of Botanical Artists. Процитовано 20 листопада 2017.
- Sengbusch, Peter (2004). Botany: The History of a Science. Botany online. Процитовано 19 листопада 2017.
- Tiwari, Lalit (24 червня 2003). Ancient Indian Botany and Taxonomy. The Infinity Foundation. Процитовано 15 грудня 2009.
- Widder, Agnes Haigh. Women and Botany in 18th and Early 19th-Century England. Michigan State University Libraries.

National Library of Medicine
- North, Michael (14 квітня 2016). Curious Herbals. The Historical Collections of the National Library of Medicine. National Library of Medicine. Процитовано 19 листопада 2017.
  - North, Michael (14 травня 2015). 1. The Earliest Herbals. The Historical Collections of the National Library of Medicine. National Library of Medicine. Процитовано 19 листопада 2017.
  - North, Michael (9 липня 2015). 2. Medieval Herbals in Movable Type. The Historical Collections of the National Library of Medicine. National Library of Medicine. Процитовано 19 листопада 2017.
  - North, Michael (29 вересня 2015). 3. A German Botanical Renaissance. The Historical Collections of the National Library of Medicine. National Library of Medicine. Процитовано 19 листопада 2017.